# Metro de Santiago
El Metro de Santiago es el ferrocarril metropolitano cuya red cubre parte de la capital de Chile. Este sistema de transporte es administrado por la empresa de capitales estatales Metro S.A. Es el primero de los dos sistemas de ferrocarriles metropolitanos chilenos, junto con el Tren Limache-Puerto de Valparaíso y forma parte de la Red Metropolitana de Movilidad.
Este metro es uno de los sistemas más modernos de Latinoamérica, siendo también la red más extensa de Sudamérica y la segunda red con mayor extensión de América Latina después del Metro de la Ciudad de México. Es, además, el séptimo más regular en frecuencia a nivel mundial. Actualmente cuenta con siete líneas, 143 estaciones y una extensión de 149 km.
En 2023 se transportaron 2 027 198 pasajeros en día laboral.  Su récord histórico de afluencia diaria tuvo lugar el 3 de mayo de 2019: 2 951 962 pasajeros, mientras su récord histórico de afluencia anual fue en 2018, transportando más de 721 millones de pasajeros.
Junto a las siete líneas actualmente operativas, se estima que en 2028 esté habilitada la futura Línea 7 y la extensión de la Línea 6. Se espera que la nueva Línea 8 esté plenamente operativa en el año 2030, al igual que el primer tramo de la Línea 9 entre Bio Bío y La Pintana. Finalmente los tramos entre Bío Bío y Puente Cal y Canto, y La Pintana y Puente Alto, debieran entregarse al público en 2032 y 2033, respectivamente.

## Historia

### Inicios

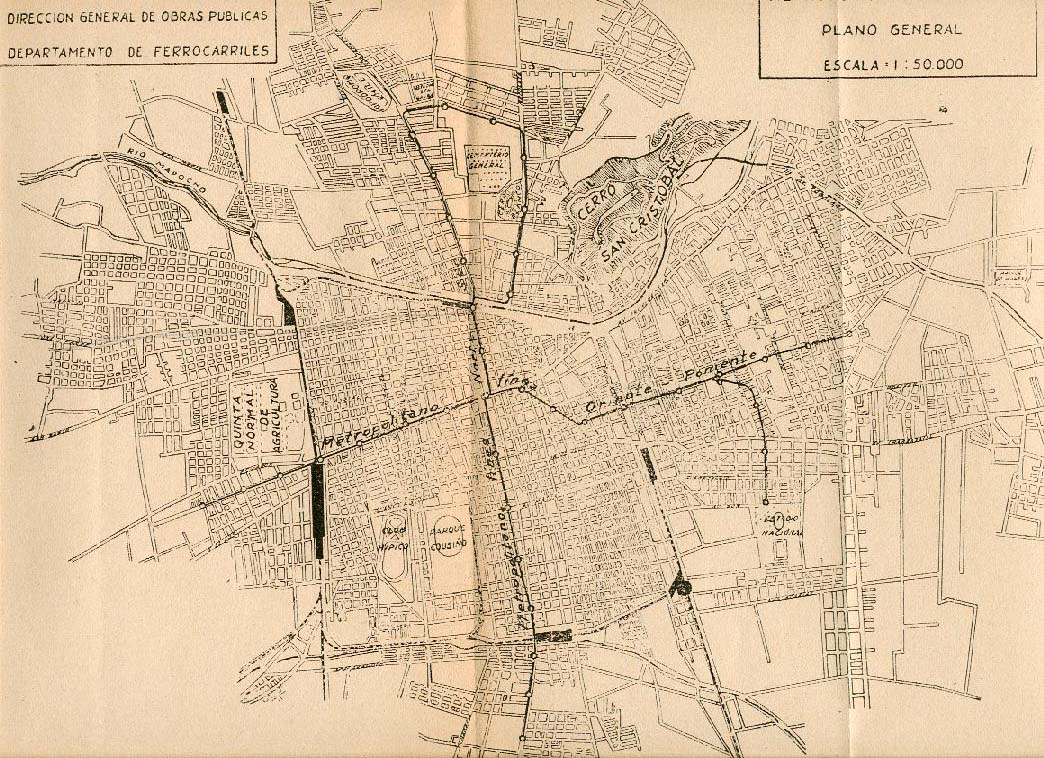
Plano proyectado de la Red de Metro en 1944.

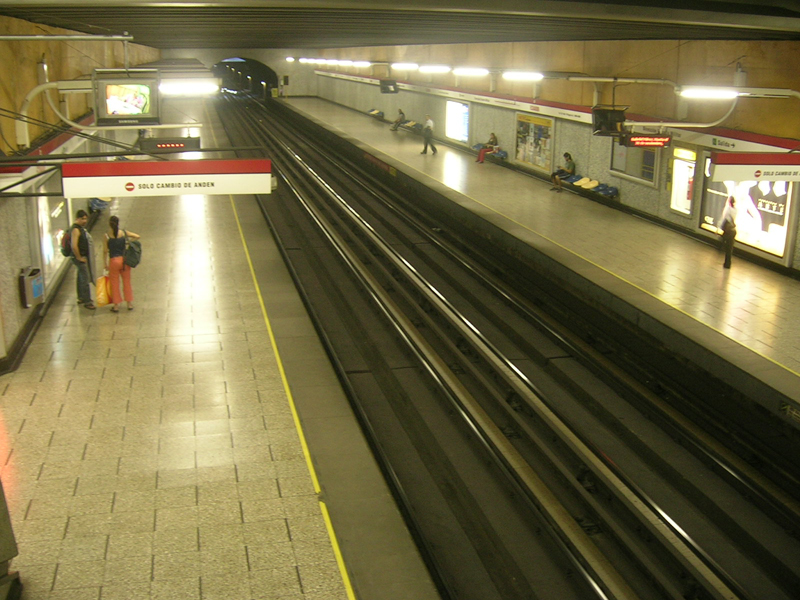
Vista de la estación Ecuador de la Línea 1, inaugurada en 1975.

Durante las primeras décadas del siglo XX existieron diversas iniciativas privadas para construir un ferrocarril metropolitano subterráneo. El ingeniero Luis Lagarrigue obtuvo la primera concesión en 1924, la cual fue caducada debido a la falta de recursos y de un proyecto definitivo; posteriormente presentaría nuevos proyectos en años siguientes, los cuales tampoco se concretaron. En los años 1930 otros interesados presentaron proyectos, entre ellos Karl Brunner, el Ministerio del Interior —encabezado por Luis Salas Romo— y Alberto Fellenberg Galleguillos.
La idea de construir un ferrocarril metropolitano en la ciudad de Santiago por parte del Estado chileno se remonta a 1944, cuando se buscó una forma de mejorar el caótico transporte existente tras la explosión demográfica que se vivió en la ciudad desde comienzos de los años 1930. Sin embargo, las ideas comenzaron a concretarse recién durante la década de 1960, cuando el gobierno abrió una licitación internacional para el desarrollo de un sistema de transporte urbano. El 24 de octubre de 1968, el gobierno de Eduardo Frei Montalva aprobó el proyecto presentado por el consorcio franco-chileno BCEOM-SOFRETU-CADE, en el que se propuso la creación de cinco líneas con una extensión de 60 km aproximadamente en 1990. El 29 de mayo de 1969 se acordó construir el Metro de Santiago y se definieron las vías de financiamiento para las obras. El 19 de junio del mismo año, el ministro de Obras Públicas, Sergio Ossa, anunció por cadena nacional de radio y televisión la construcción del Metro de Santiago, y al día siguiente se dio inicio a las obras en la intersección de las avenidas Alameda y Las Rejas, donde finalmente se ubicaría la estación Las Rejas de la Línea 1.
El 15 de septiembre de 1975 fue inaugurada por Augusto Pinochet, durante la dictadura militar, la primera línea del Metro de Santiago, que se convirtió en la tercera de América del Sur con este sistema de transporte urbano tras los de Buenos Aires y São Paulo, inaugurados en 1913 y 1974, respectivamente. La Línea 1, en su tramo inaugural, iba principalmente de forma subterránea desde San Pablo hasta La Moneda bajo la Alameda del Libertador Bernardo O'Higgins. En 1977, dicha línea fue extendida hacia el sector de Providencia, llegando en 1980 al oriente hasta la estación Escuela Militar.
En marzo de 1978 fue inaugurada la Línea 2. Su tramo inicial se originó en la estación Los Héroes y recorría de forma longitudinal y a nivel de superficie la avenida Norte-Sur hasta la estación Franklin. En diciembre de ese mismo año, la línea fue extendida hacia el sur a lo largo de la Gran Avenida hasta la estación Lo Ovalle, esta vez de forma subterránea.

### Cambios en el proyecto

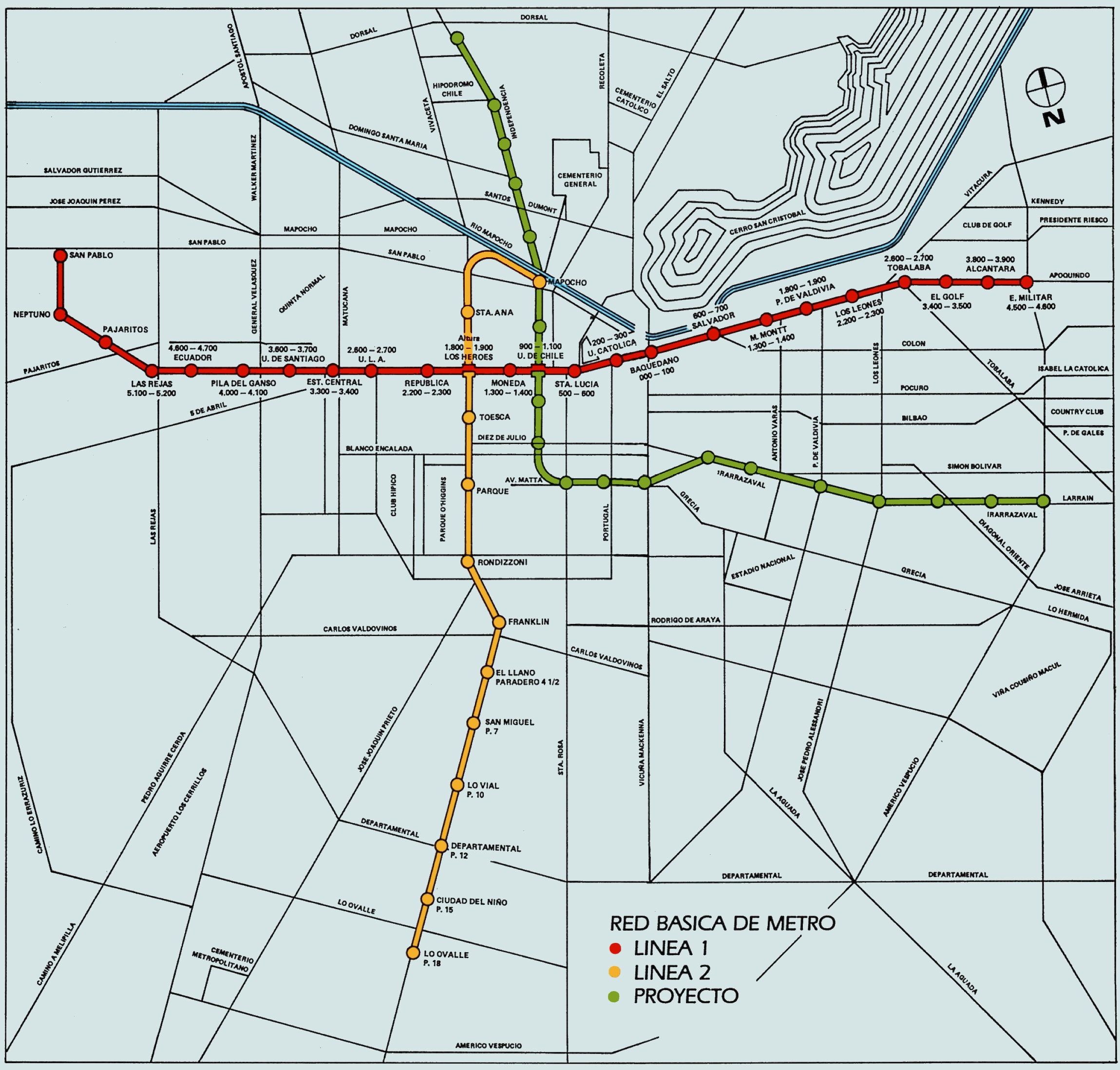
Mapa del Metro proyectado hacia 1987 de acuerdo a los planes originales.

A pesar del rápido crecimiento de la red, la grave crisis económica que afectó al país en 1982 puso en jaque la realización del proyecto original. A esto se sumaron estudios que mostraban un importante crecimiento de la población en el sector suroriente de la capital en desmedro de la zona norte, hacia donde estaban planificadas las futuras extensiones del servicio.
Para cubrir las demandas que se generarían, la Línea 2 cambió su trazado: la extensión que partiría desde Los Héroes hacia el norte fue girada para rodear el centro histórico de la ciudad, cruzando nuevamente la Línea 1 en Baquedano para luego recorrer parte de la avenida Vicuña Mackenna. En tanto, la Línea 3 proyectada a lo largo de las avenidas Independencia e Irarrázaval se esperaba cubriría la falta de la Línea 2 en el sector norte.
Sin embargo, los planes se vieron afectados nuevamente cuando el 3 de marzo de 1985, un terremoto asoló a gran parte del Valle Central chileno. La mayoría de los fondos destinados a la construcción de la extensión de la Línea 2 y de la Línea 3 fueron destinados a cubrir los costos de la reconstrucción de la ciudad. De los trabajos planificados, el único que fue concretado fue la apertura en 1986 y 1987 de dos nuevas estaciones hacia el norte en la Línea 2: Santa Ana y Mapocho, respectivamente. Esta última estación cambiaría de nombre posteriormente, luego de que durante las excavaciones de este proyecto se produjera el notable descubrimiento de los restos del antiguo Puente de Calicanto, emblema de la ciudad durante más de un siglo. Ese mismo año debutó el sistema de transporte Metrobus, desde las estaciones Escuela Militar, Lo Ovalle y Las Rejas.
En el ámbito institucional, la administración del Metro de Santiago cambió a fines de la década. La antigua Dirección General de Metro, perteneciente al Ministerio de Obras Públicas, se transformó en una sociedad anónima de capitales estatales llamada Empresa de Transporte de Pasajeros Metro S.A. de acuerdo a lo establecido en la ley 18772, publicada el 28 de enero de 1989.

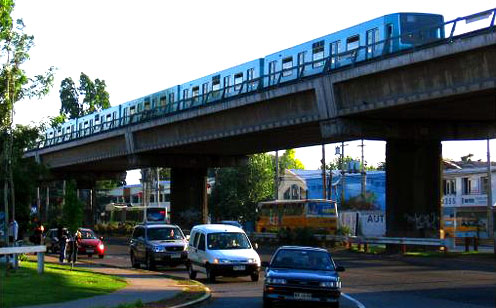
Tren NS-74 en el viaducto de la Línea 5 sobre Vicuña Mackenna, inaugurado en 1997.

Con el resurgimiento de la economía tras el segundo "milagro económico", los planes de extensión del Metro cobraron nueva vida. El crecimiento del sector suroriente de la capital había explotado durante los años 1980 y La Florida se había convertido en la comuna más populosa del país, por lo que era urgente la creación de una nueva línea hacia esa zona. Los primeros planes fueron presentados en 1989 y en 1991 fue anunciada su construcción por el presidente Patricio Aylwin. La nueva línea partiría en Baquedano hacia el sur hasta la Circunvalación Américo Vespucio, siguiendo el eje de Vicuña Mackenna.
La Línea 5 fue inaugurada el 5 de abril de 1997 por el presidente Eduardo Frei Ruiz-Tagle. La nueva línea contó inicialmente con una extensión de 10,3 km, que comprendía una parte inicial subterránea bajo el parque Bustamante, emergiendo posteriormente para elevarse en forma de viaducto sobre Vicuña Mackenna, sumergiéndose al llegar a la terminal Bellavista de La Florida.
Finalmente, en marzo de 2000 fue inaugurado un nuevo tramo de la Línea 5 que cruzaba el centro histórico de la capital. La conexión entre Baquedano con Santa Ana, a través de las estaciones Plaza de Armas y Bellas Artes, dejaba entrelazadas a las tres líneas existentes hasta ese momento.

### Expansión

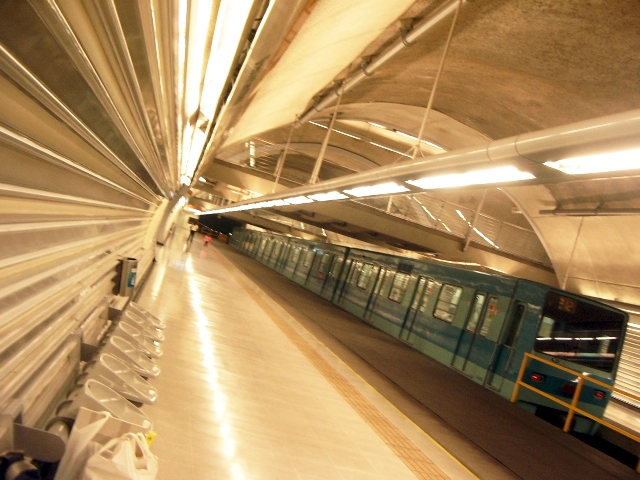
Vista de la estación Cerro Blanco de la Línea 2, inaugurada en 2004.

Con la llegada de Ricardo Lagos a la Presidencia en 2000, una de sus metas fue la transformación del sistema de transporte de la capital. Para ello, se diseñó la extensión de la Línea 5 al poniente para llegar a Quinta Normal, siguiendo la calle Catedral, y de la Línea 2 por el norte y el sur para unir ambos extremos de la Circunvalación Américo Vespucio.
Sin embargo, el mayor anuncio se produciría en 2002 cuando Lagos dio a conocer la construcción de una cuarta línea del Metro, que rodearía gran parte de la zona suroriente de Américo Vespucio y llegaría hasta el centro de Puente Alto, que había desplazado a su vecina La Florida como la comuna más poblada de la nación. Con estos nuevos proyectos, la Red de Metro prácticamente duplicaría su extensión total hacia 2010, fecha en que el país celebraría su Bicentenario.
Estos nuevos proyectos fueron diseñados con el fin de transformar al Metro de Santiago en el principal eje articulador del plan de reforma al sistema de transporte de la ciudad denominado Transantiago. Junto a las extensiones, se diseñaron «estaciones intermodales» con el fin de permitir una mejor interacción entre el ferrocarril urbano y diferentes medios de transporte, principalmente microbuses. La estación Quinta Normal de la Línea 5, inaugurada en marzo de 2004, fue pensada como la primera de estas estaciones intermodales; sin embargo, el retraso de la construcción del Tren Alameda Melipilla postergó los planes de incorporar una estación ferroviaria y la construcción de la estación para microbuses y taxis fue abandonada posteriormente.

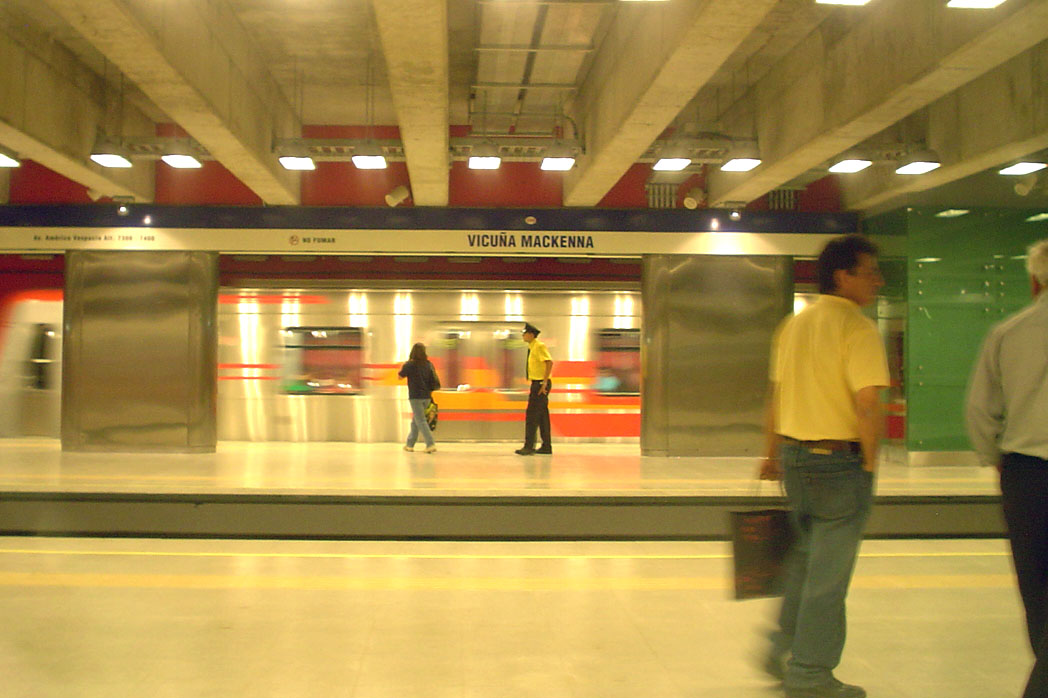
Vista de la estación Vicuña Mackenna, donde se establece la conexión entre la Línea 4 y la Línea 4A.

Entre 2004 y 2006, diversas extensiones de la Línea 2 permitieron prácticamente duplicar su trazado. El 8 de septiembre de 2004, Metro de Santiago marcó un nuevo hito cuando cruzó de forma subterránea el río Mapocho —principal cauce de la ciudad—, al inaugurar las estaciones Patronato y Cerro Blanco, llegando por primera vez a la comuna de Recoleta. A fines de 2004, se abrió la inauguración de la extensión sur de la Línea 2 hasta La Cisterna, donde se ubicó una estación intermodal. La Línea 2 fue extendida en dos sucesivos tramos hacia el norte, abiertos a fines de 2005 y 2006, respectivamente. El proyecto, con una inversión de 170 millones de dólares, generó un aumento de 27 millones de pasajeros anualmente.
El 30 de noviembre de 2005, fue inaugurado el primer tramo de la Línea 4, que comprendía el tramo subterráneo entre las estaciones Tobalaba y Grecia, y el viaducto entre Vicente Valdés y Plaza de Puente Alto. El tramo entre Grecia y Vicente Valdés, que fue realizado temporalmente por buses del sistema Transantiago, fue inaugurado finalmente el 2 de marzo de 2006. La línea 4, hasta ese momento, era la línea más larga de todo el sistema, con 24,7 kilómetros y 22 estaciones que unen las comunas de Providencia, Las Condes, Ñuñoa, La Reina, Peñalolén, Macul, La Florida y Puente Alto. La nueva línea introdujo además nueva carrocería, compuesta de trenes Alstom fabricados en Brasil, mucho más amplios que los que recorrían las otras tres líneas y con un nuevo tipo de material rodante, la rodadura férrea. Finalmente, la Línea 4 se complementó con la inauguración de un ramal, la Línea 4A, que desde el 16 de agosto de 2006 conecta la línea 2 en estación La Cisterna hasta la estación Vicuña Mackenna en línea 4, a través de Américo Vespucio Sur.

### Transantiago

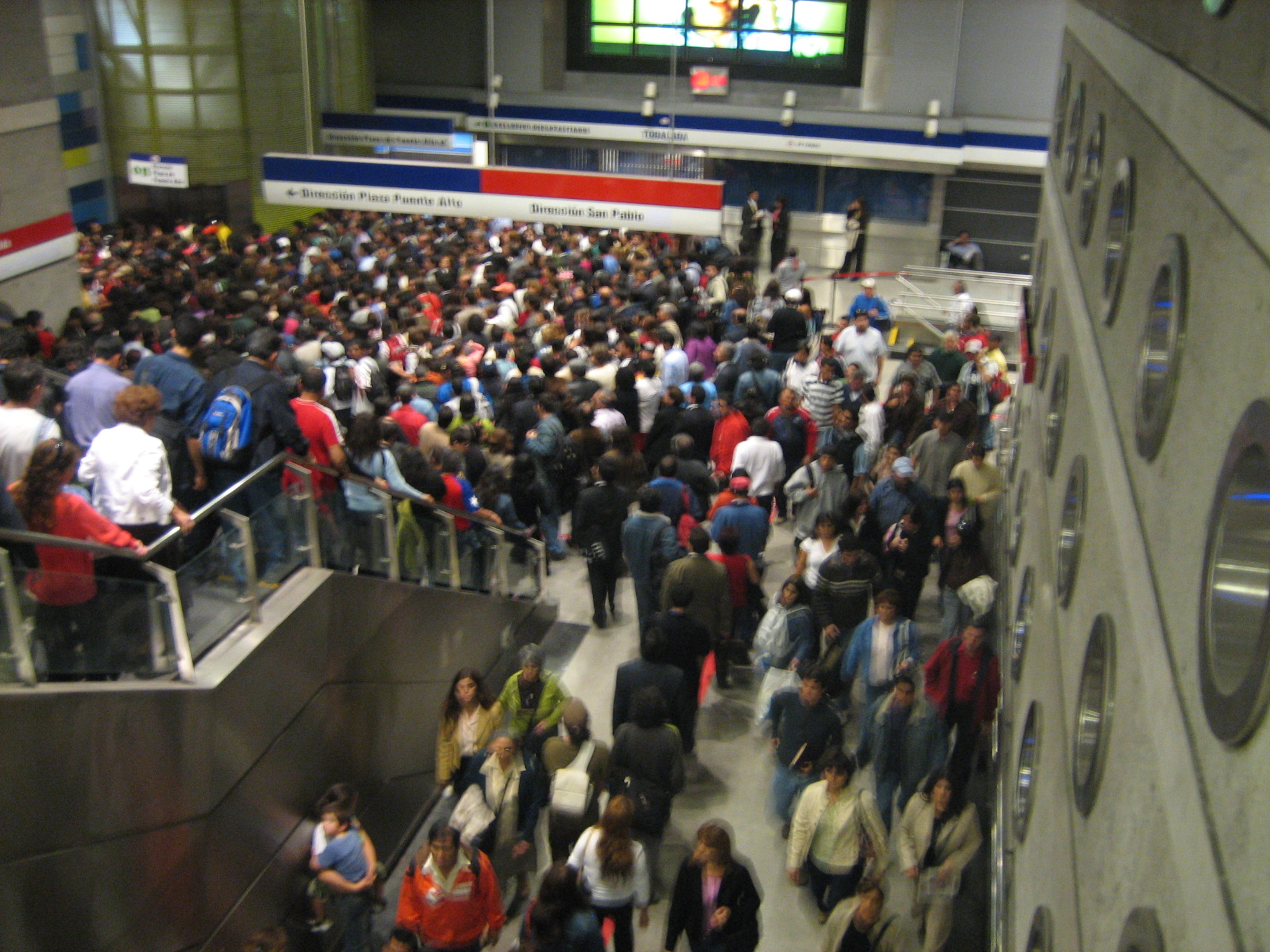
Aglomeraciones en la estación Tobalaba de la Línea 4, en abril de 2007, unos meses después de la implementación de Transantiago.

Durante muchos años, se planeó una reestructuración del sistema de transportes de Santiago, que permitiera articular los diferentes medios, en particular los microbuses y el Metro. Esta reforma, denominada Transantiago, incorporó al Metro como uno de sus principales ejes, facilitando la transferencia de pasajeros desde los buses (que servirían como alimentadores). El sistema de pago entre ambos medios de transporte fue unificado con el establecimiento de la tarjeta bip! y la estructura tarifaria fue modificada, permitiendo la combinación de uno o más transbordos con un leve o nulo recargo.
Transantiago se convirtió así en uno de los mayores desafíos que enfrentaba el Metro de Santiago. Estos cambios estructurales al sistema de transportes generaron un importante flujo de nuevos usuarios, además de aquellos incorporados por la Línea 4 y las extensiones de las líneas 2 y 5. Para enfrentar este aumento de pasajeros, Metro realizó una fuerte inversión para evitar el colapso de la red, las que incluyeron mejoras en la infraestructura de acceso a las estaciones, la llegada de 11 nuevos trenes de la empresa española CAF, reasignación de estos entre las líneas y reacondicionamiento de coches.
El 10 de febrero de 2007 fue lanzado Transantiago en toda la ciudad, con resultados desastrosos. La mayoría de los nuevos recorridos de buses colapsaron a las pocas horas de iniciado el sistema, lo que obligó a que cientos de miles de usuarios a trasladarse al Metro, que otorgaba un servicio más fiable y más rápido hasta ese momento. En pocos días, el número de pasajeros del Metro se duplicó y muchas estaciones colapsaron por las grandes aglomeraciones de personas. Si bien en los días siguientes la situación logró normalizarse, el ferrocarril metropolitano mantuvo cifras altísimas de ocupación, llegando a más de 2,4 millones de usuarios por día y de entre 5 y 5,5 pasajeros por metro cuadrado. El resultado de la implementación de Transantiago generó una importante crisis política en el gobierno de Michelle Bachelet.
Para enfrentar el aumento de demanda, el Metro extendió su horario de atención, iniciando su servicio a las 6:00 y finalizándolo a las 23:00 de lunes a viernes. Además se establecieron servicios expresos en las Líneas 2, 4 y 5 durante las horas de mayor demanda, se crearon nuevos accesos en algunas estaciones y se aumentó la carrocería en la Línea 1.

### Extensiones a Maipú y Las Condes

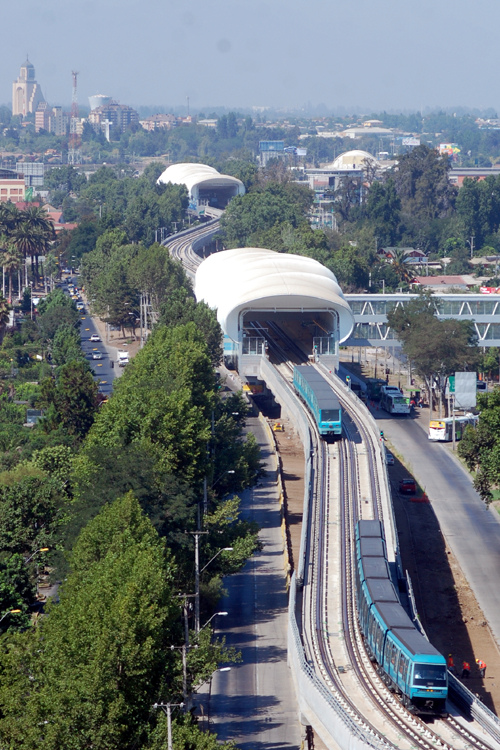
Vista del viaducto de la Línea 5 hacia Maipú, con el Templo Votivo al fondo.

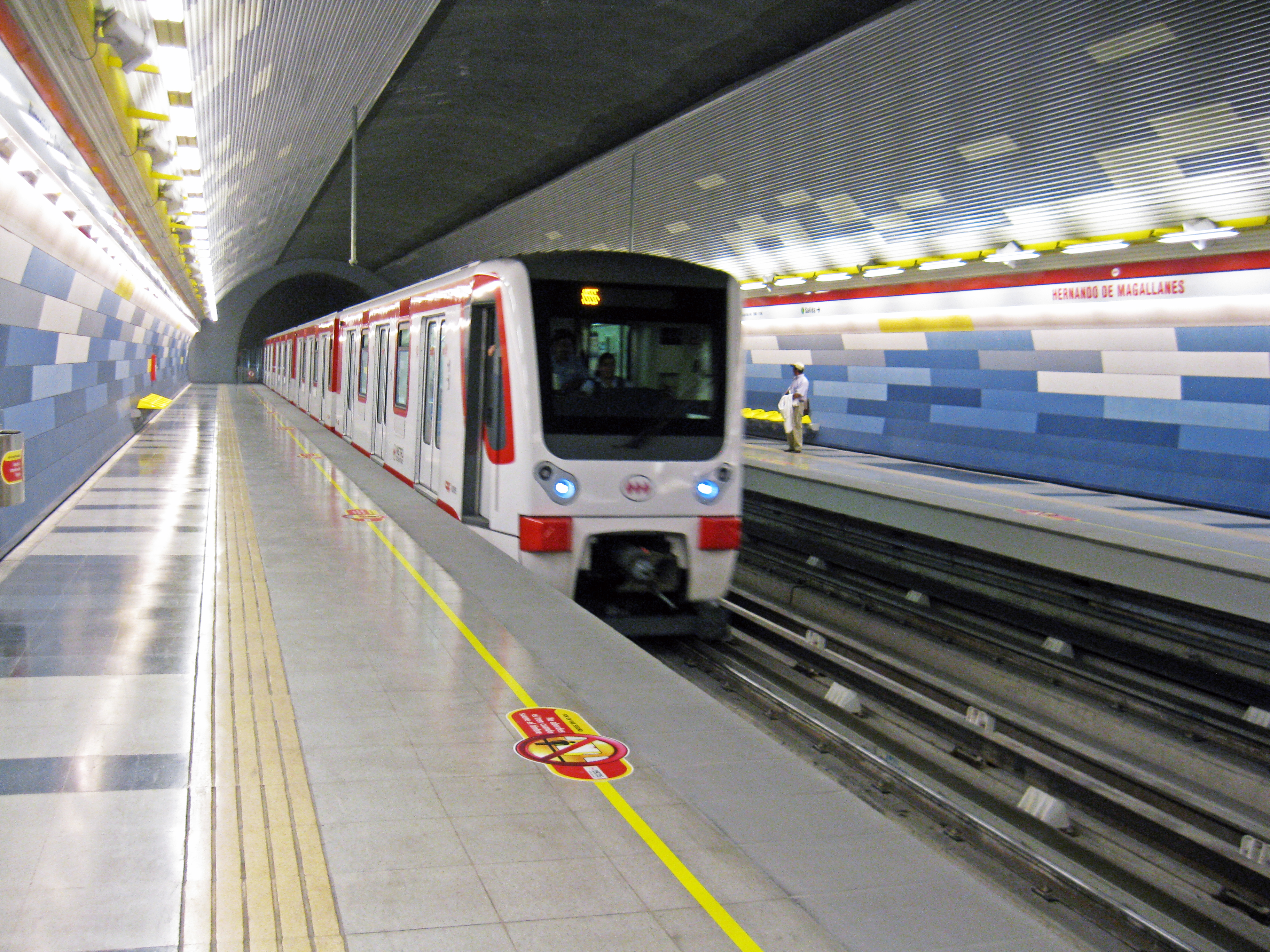
Tren NS-2007 construido por CAF entrando a la estación Hernando de Magallanes, parte de la extensión de la Línea 1 a Las Condes.

El 15 de noviembre de 2005, el presidente Ricardo Lagos anunció la extensión de la Línea 1 hacia el oriente, desde Escuela Militar hasta la estación Los Dominicos, en la comuna de Las Condes. Para ello, se construyeron tres nuevas estaciones, agregando 4 kilómetros a la red ferroviaria, las cuales fueron inauguradas el 7 de enero de 2010 durante la presidencia de Michelle Bachelet.
Junto a la extensión a Las Condes, se anunció uno de los proyectos más importantes del servicio: la extensión del metro hacia el poniente, conectando las comunas de Maipú, Pudahuel, Lo Prado y Quinta Normal a la Red de Metro. De esta forma, el Metro se acercaba por primera vez al sector poniente de la ciudad, llegando a Maipú, la comuna más habitada del país tras desplazar a Puente Alto en 2008.
El 31 de octubre de 2009 fue aprobado el trazado definitivo de la extensión de la Línea 5, partiendo desde la estación Quinta Normal a lo largo de la avenida San Pablo en forma subterránea, girando hacia el sur para salir a la superficie y recorrer la avenida Teniente Cruz y posteriormente la avenida Pajaritos antes de volverse nuevamente subterránea y llegar a la estación terminal, en la Plaza de Armas de Maipú. El primer tramo hasta la estación Pudahuel se entregó el 12 de enero de 2010, mientras que el tramo restante hasta Maipú fue abierto al público el 3 de febrero de 2011.
Junto a las construcciones de las nuevas extensiones, se realizaron importantes trabajos que permitieron refaccionar la estación Pajaritos de la Línea 1 para convertirla en el terminal de un bucle, permitiendo mayor eficiencia al tramo más cargado de dicha línea y se inauguró la postergada estación San José de La Estrella en la Línea 4. También se construyó la estación Del Sol en la extensión a Maipú, la cual sirve como transbordo a buses interurbanos.
En marzo de 2012, el Metro de Santiago fue elegido como el mejor sistema de metro de América, distinción recibida en la cena anual de Metro Rail realizada en Londres, Reino Unido.

### Líneas 3 y 6

Planes de expansión del Metro propuestos en 2006 por la Sectra.

Tras el controversial lanzamiento de Transantiago y el inicio del servicio a Maipú, la dirección del Metro descartó la planificación de nuevas líneas hasta una evaluación del funcionamiento del servicio tras dichos cambios, que sirviera para determinar la rentabilidad y necesidad de expandir la red. De todas formas, la Secretaría Interministerial de Planificación de Transporte (Sectra) llamó a mediados de 2006 a una licitación para el diseño de futuras extensiones en el mediano y largo plazo. Aunque los proponentes podían diseñar sus propias líneas, se presentaron tres diseños obligatorios para todos: el pospuesto proyecto de la Línea 3 entre las avenidas Irarrázaval e Independencia, una extensión de la Línea 4 al norte hacia Vitacura o Huechuraba pasando por el Costanera Center, una extensión de la Línea 4A hacia Maipú y dos nuevas líneas por la avenida Santa Rosa y otra por el eje Los Leones-Macul-La Florida.
Los problemas de congestión existentes en la Línea 1 desde la implementación de Transantiago obligaron a priorizar alternativas que ayudaran a su descongestión. En 2007, el director de Metro S.A. Clemente Pérez sugirió que las alternativas podrían ser la equivalente a la postergada línea 3 o una nueva línea por la avenida Santa María, aunque un grupo de constructoras presentó una propuesta (con un costo de US$900 millones) de realizar una línea expresa bajo la actual Línea 1 y con detenciones en nueve estaciones de importancia. En septiembre de 2009 se redujeron las posibilidades a solo tres alternativas: la línea por Av. Santa María, la Línea 3 y una nueva línea desde la estación Pedro de Valdivia hacia al sur hasta el Estadio Nacional, girando al poniente utilizando la antigua línea ferroviaria para luego llegar a la futura Ciudad Parque Bicentenario en Cerrillos.

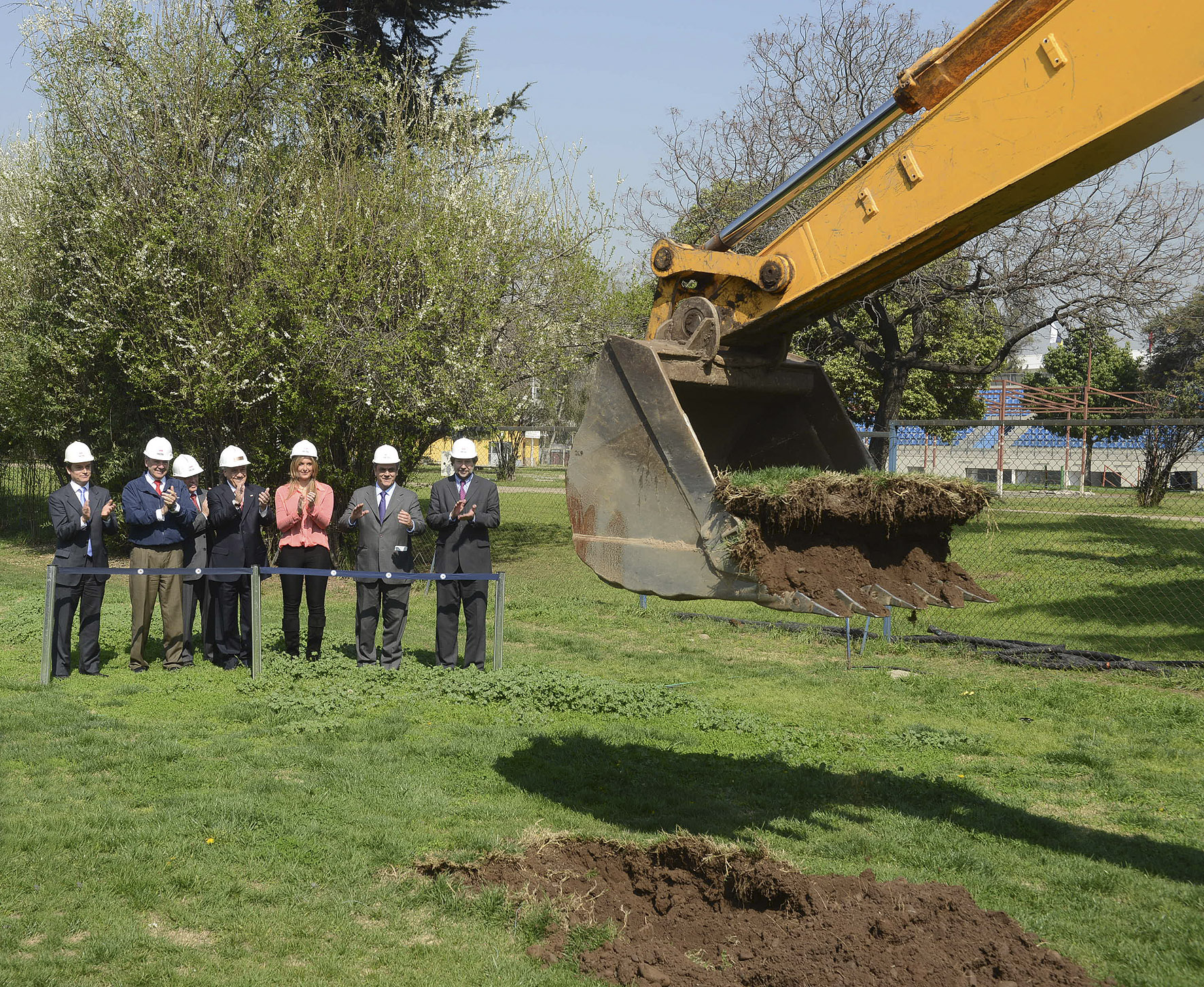
Inicio de las obras de la Línea 6, el 13 de septiembre de 2012.

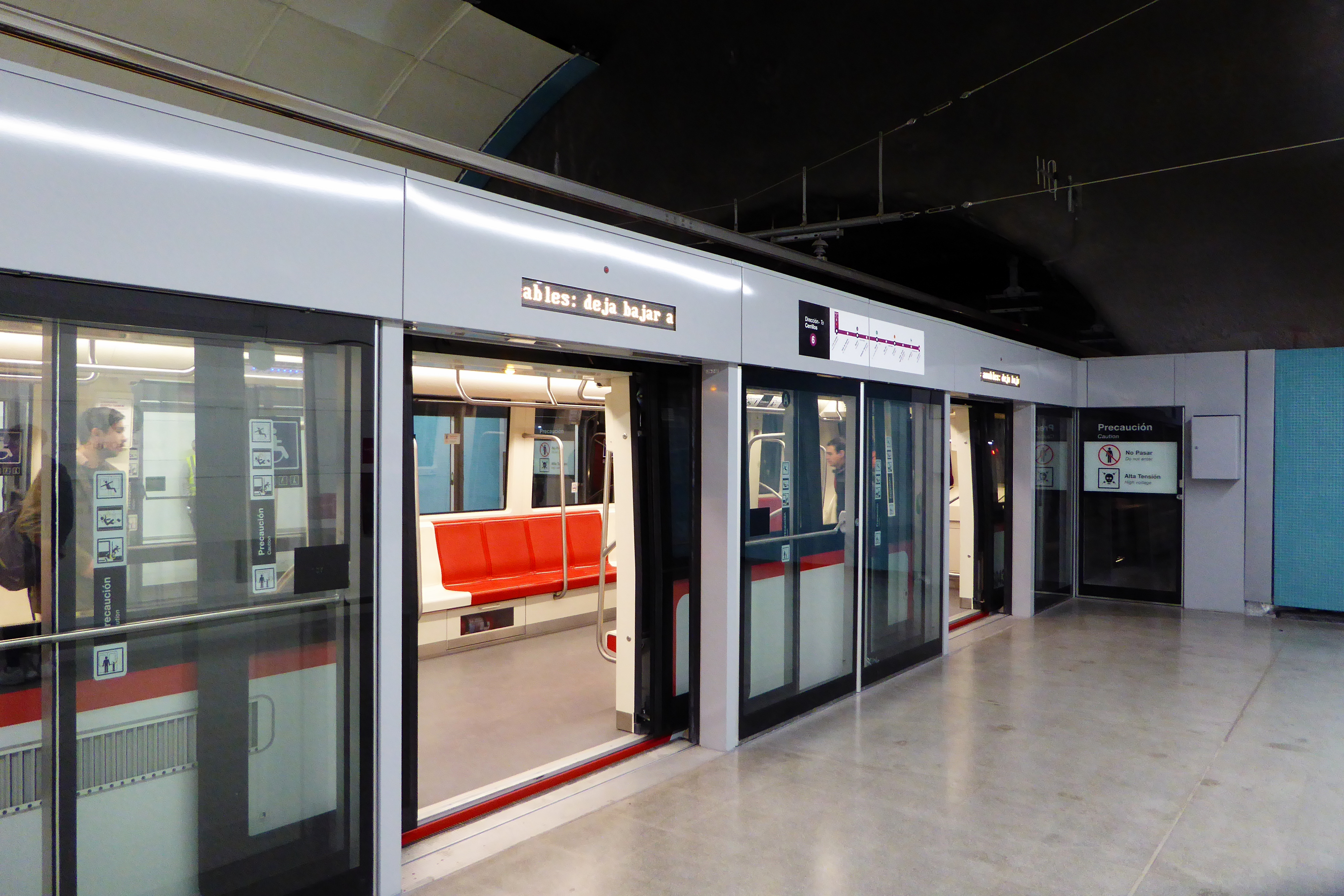
La Línea 6, inaugurada en noviembre de 2017, introdujo las puertas de andén y trenes automatizados a la red, convirtiéndola en una de las más modernas del continente.

El 29 de diciembre de 2009, la presidenta Michelle Bachelet anunció la construcción de la nueva Línea 6 del Metro de Santiago, equivalente a la línea entre Cerrillos y Pedro de Valdivia anteriormente señalada, pero alcanzando la combinación con la estación Tobalaba de la Línea 4. Este diseño permitía conectar rápidamente a la población del sur de la ciudad con el centro financiero de la ciudad, además de activar proyectos inmobiliarios a lo largo del deteriorado entorno del Zanjón de la Aguada y aprovechar la faja de antiguas líneas férreas, lo que abarataría los costos. El proyecto, con una inversión de 900 millones de dólares, debía estar en funcionamiento en 2014. La elección de este trazado sobre las otras opciones, sin embargo, fue controversial: algunos estudios indicaron que la Línea 3 permitiría transportar más personas que la Línea 6, mientras otros apuntaban a los beneficios de la Línea 6 para la descongestión de la Línea 1, el paso por zonas comerciales de mayor densidad y el favorecimiento a población de estratos socioeconómicos más bajos.
La victoria de Sebastián Piñera, que puso fin a veinte años de gobiernos de la Concertación, y la ocurrencia del terremoto de Chile de 2010 pusieron en dudas la construcción de la Línea 6. El nuevo gobierno anunció que la Línea 6 sería revaluada argumentando la nueva realidad financiera existente tras el terremoto. Sin embargo, a los pocos meses el gobierno confirmó la construcción de la Línea 6, a la que se sumaría la de la Línea 3 en forma conjunta, las que serían abiertas entre 2017 y 2018. Algunas modificaciones fueron realizadas al trazado de la Línea 6, llegando a la Línea 1 únicamente en Los Leones en lugar de las dos estaciones originales, mientras que su recorrido fue modificado acercándose a la avenida Carlos Valdovinos en lugar del Zanjón de la Aguada. En febrero de 2014 fue anunciada una estación más hacia el poniente, llamada Lo Errázuriz, la cual tendrá conexión de vías hacia un taller mecánico, además de combinar con el servicio Metrotren Melipilla; esta última extensión, sin embargo, fue aplazada a medida que el proyecto a Melipilla enfrentó nuevas demoras.
El proyecto de las líneas 3 y 6 establecieron un nuevo estándar de construcción en el Metro de Santiago. Ambos trazados se realizaron completamente subterráneos (algo que no ocurría desde la Línea 1), incorporaron puertas de andén en las estaciones y se cambió la alimentación eléctrica desde las vías por alimentación aérea. En noviembre de 2013 fue adjudicada la licitación de 185 coches al consorcio CAF-Thales, que contaban por primera vez con aire acondicionado y un sistema de pilotaje automático sin conductor.
El 2 de noviembre de 2017, los 15 kilómetros de la Línea 6 fueron inaugurados, incorporando las comunas de Cerrillos y Pedro Aguirre Cerda a la red de Metro. En tanto, la Línea 3 fue inaugurada el 22 de enero de 2019, más de tres décadas después de la fecha estimada inicialmente para su construcción. El trazado de 22 kilómetros permitió cruzar por primera vez las comunas de Independencia y Conchalí, además de alcanzar la comuna de Quilicura en su estación terminal. 
Una vez finalizada la construcción de la Línea 3, se inició su extensión por el norte para llegar al centro de Quilicura y combinar con la futura línea ferroviaria Santiago-Batuco. Esta extensión se inauguró en septiembre de 2023, a la que se sumó una expansión de la Línea 2 hasta las comunas de El Bosque y San Bernardo en noviembre del mismo año. Una segunda extensión de la Línea 3, por el oriente hacia el Hospital Militar, fue anunciada en 2014 pero no se encuentra en los planes actuales de Metro.

### Estallido social

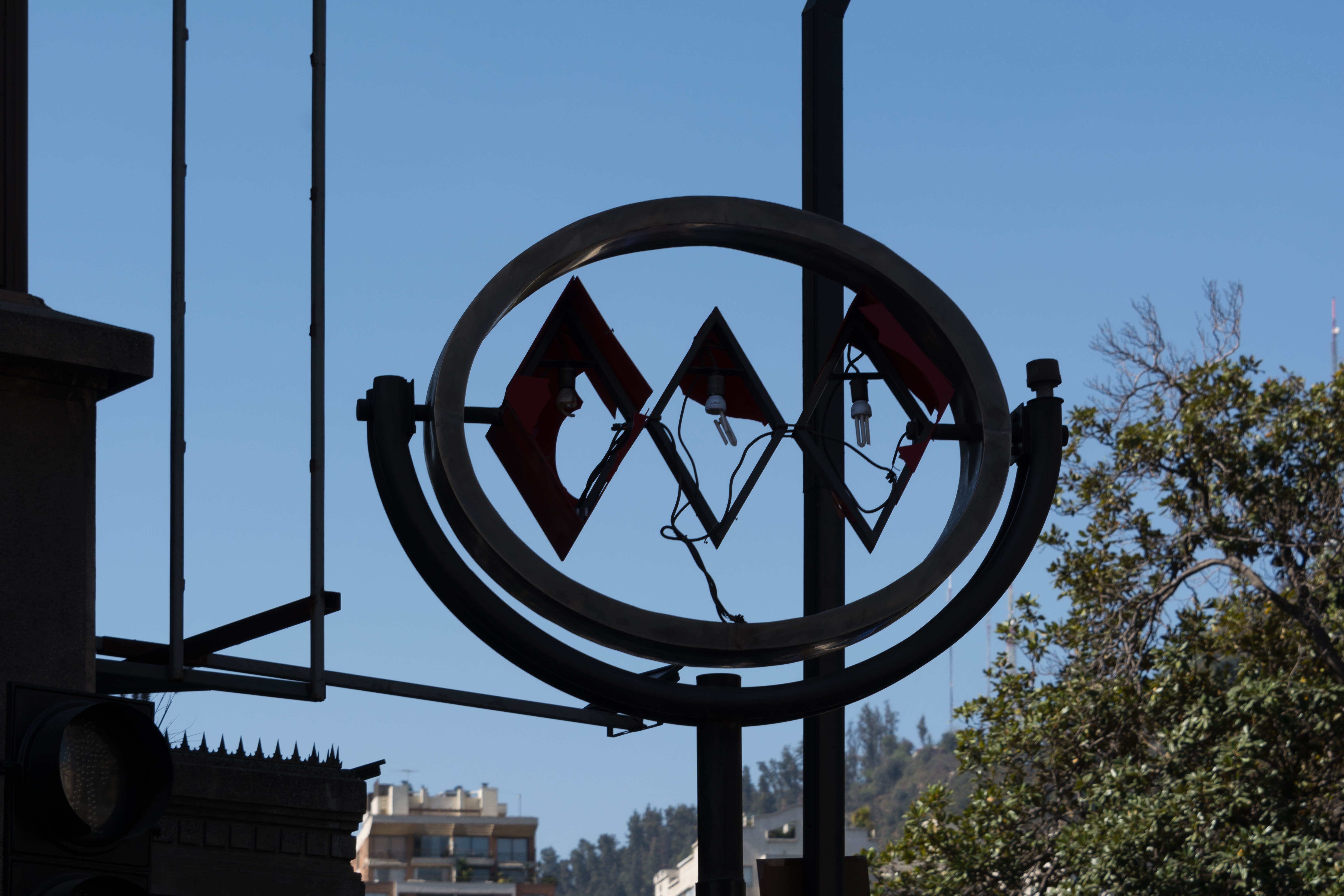
Letrero del Metro de Santiago destruido en la estación Bellas Artes al atardecer del 21 de octubre de 2019.

Durante el mes de octubre de 2019, la red del metro de Santiago se vio afectada por las protestas sociales debido al alza del pasaje de toda la Red Metropolitana de Movilidad. Inicialmente, estudiantes secundarios realizaron actos masivos de evasión entre el 6 y 11 de octubre Las protestas prontamente escalaron a varias estaciones del metro, interrumpiendo en varias ocasiones el servicio de trenes.
El viernes 18 la situación escaló y la red completa debió ser cerrada por los ataques a estaciones y trabajadores. En la noche, tras la declaración del estado de emergencia por el presidente Sebastián Piñera, varias estaciones del Metro fueron destruidas y quemadas, algunas de las cuales fueron atacadas nuevamente al día siguiente, aun cuando se estableció el toque de queda. Aunque diversas personas —incluyendo Piñera— señalaron que los ataques fueron preparados con antelación y coordinados, hasta la fecha las investigaciones judiciales al respecto no han encontrado antecedentes en esa línea. De forma simultánea, se recibieron denuncias de que la estación Baquedano fue utilizada como centro de detenciones y torturas por carabineros y militares, durante el estado de emergencia. Sin embargo, las investigaciones realizadas por el Instituto Nacional de Derechos Humanos y la fiscalía no encontraron antecedentes al respecto; en 2020, las denuncias fueron descartadas y el caso fue cerrado.
Una semana después del llamado estallido social, 79 estaciones de la red contaban con algún nivel de daño, siendo las líneas 4, 4A y 5 las que presentaban la mayor cantidad de estaciones destruidas o vandalizadas. La red de Metro se reactivó parcialmente el lunes 21 de octubre, aunque muchas estaciones tardaron meses en ser reabiertas por el nivel de daños en su infraestructura. El 25 de septiembre de 2020 se logró reabrir la totalidad de la red, tras la reparación de las estaciones Trinidad y Protectora de la Infancia. Los costos de los daños a Metro fueron estimados en más de 300 millones de dólares.

### Líneas 7, 8 y 9

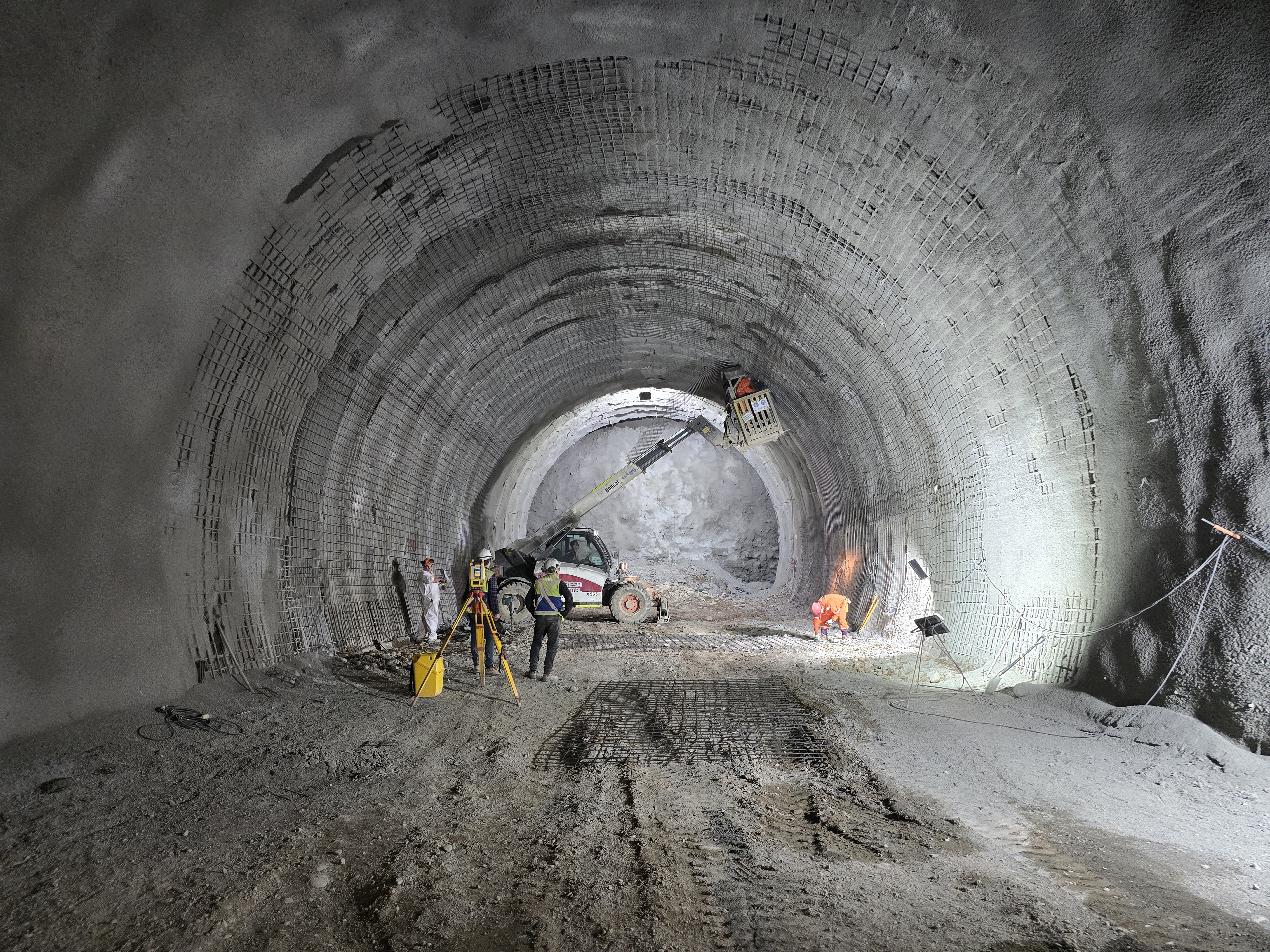
Construcción del túnel de la Línea 7 bajo el Parque Araucano, Las Condes.

El 1 de junio de 2017, la presidenta Michelle Bachelet anunció en su última cuenta pública la construcción de la Línea 7 del Metro. El plan incluía inicialmente 21 estaciones a lo largo de 25 km de extensión, entre la comuna de Renca en el sector norponiente, y Vitacura en el sector nororiente. El recorrido, estimado a inaugurarse hacia 2027, se diseñó pensando en una línea paralela al río Mapocho y a la Línea 1, que permitiera descongestionarla en aproximadamente 10 000 pasajeros diarios. La Línea 7 permitiría la incorporación a la Red de las comunas de Renca, Cerro Navia y Vitacura, conectando además barrios populares con parte del distrito financiero y comercial de la ciudad.
A fines de 2017, el diario El Mercurio publicó un informe que señalaba que el trazado de la línea fue modificado, de modo que en el sector de Providencia ésta no circulara bajo la avenida Andrés Bello (como se pensó originalmente), sino que iría paralelo a la Línea 1 por la avenida Providencia, eliminándose la combinación en Salvador y trasladándola a Pedro de Valdivia. Además, Metro anunció que extendería la Línea 6 hasta Isidora Goyenechea de la futura Línea 7.
Un año después del anuncio de la Línea 7, el presidente Sebastián Piñera anunció en su cuenta anual de 2018 que se iniciarían los estudios para la construcción de dos nuevas líneas de metro en sentido norte-sur: la Línea 8, que conectará las comunas de La Florida y Puente Alto con Providencia, mientras la Línea 9 llegaría desde el centro hasta la comuna de La Pintana, una de las últimas de la ciudad en recibir el Metro. Además, anunció que la Línea 4 sería extendidas en tres estaciones en el sector sur para llegar a Bajos de Mena. Se proyectaba en ese momento que las líneas 8 y 9 serían inauguradas en 2027.

Mapa del Metro de Santiago con sus diferentes planes de expansión. Incluye la extensión de las líneas 4A y 6, la construcción de cuatro nuevas líneas y la expansión de los servicios de cercanía a Batuco y Melipilla.

El impacto del estallido social de 2019 retrasó las labores de planificación de la extensión de las tres líneas, que fueron retomadas en septiembre de 2021, por lo que se estima que las líneas 7, 8 y 9 estarían inaugurándose a partir de 2030. En agosto de 2023, fue anunciada una modificación del trazado de la Línea 9, expandiéndolo por el norte hasta la estación Puente Cal y Canto —que se convertirá en la primera estación con cuatro líneas concurrentes— y por el sur hasta Plaza de Puente Alto, combinando con la Línea 4 y absorbiendo la propuesta de extensión hacia Bajos de Mena.

### Propuestas futuras
Diversas propuestas han sido presentadas para expandir el Metro de Santiago una vez construidas las líneas 7, 8 y 9.
Dos comunas del Gran Santiago no contarían con conexión directa a la Red de Metro —Lo Espejo y Lo Barnechea—, mientras que otras sólo en sus límites —San Bernardo, Peñalolén y Huechuraba—. En el caso de Lo Espejo, la municipalidad ha propuesto expandir la Línea 4A por Américo Vespucio hacia el poniente, de forma de conectar la comuna a la red, mientras Lo Barnechea ha manifestado su interés en construir dos estaciones adicionales de la Línea 7 para llegar hasta el Portal La Dehesa. En tanto, la municipalidad de Maipú —una de las comunas más pobladas de la ciudad— lanzó una campaña para solicitar al gobierno la extensión de la Línea 6 hacia su sector poniente. Otras propuestas incluyen llegar al Aeropuerto Internacional, por ejemplo, a través de un ramal de la Línea 7.
Durante la inauguración de la Línea 3 en 2019, el presidente Sebastián Piñera declaró que se iba a construir una Línea 10. Aunque en Metro señalaron que una décima línea no se encontraba oficialmente en su carpeta de proyectos, el gobierno señaló que la iniciativa intentaba conectar el sector de avenida Mapocho con avenida Tobalaba, siguiendo el llamado «anillo central» por las avenidas Las Rejas, Suiza y Departamental.
Otras alternativas de nuevas líneas se han analizado en los medios durante los últimos años siendo momentáneamente descartadas: una línea en el sector oriente por Tobalaba y Vespucio o Manquehue, otra paralela a la Línea 1 por Avenida 5 de Abril (Estación Central), Blanco Encalada, Santa Isabel y Bilbao, y la sección norte de la "Línea 10" por la avenida Dorsal, Lo Espinoza y Radal.
En su última cuenta pública, el presidente Gabriel Boric anunció el 1 de junio de 2025 la creación de una Línea A que permitirá la conexión del Aeropuerto Internacional Arturo Merino Benítez de manera subterránea hasta la estación Huelén de la Línea 7, además de las extensiones de líneas actuales hasta Lo Espejo y el oeste de Maipú.

## Estructura

### Líneas

#### Línea 1

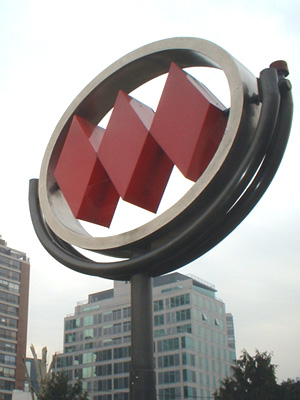
Símbolo del Metro de Santiago junto a la estación Escuela Militar.

La Línea 1 es la línea inaugural de la red y es el eje principal de esta, siendo la única que recorre la ciudad en sentido poniente-oriente. El recorrido completo de la línea, identificada con el color rojo, tarda aproximadamente 29,7 minutos.
Su primer tramo de 8,2 km fue inaugurado el 15 de septiembre de 1975 entre las estaciones San Pablo y La Moneda, siendo extendido posteriormente hacia el oriente en 3,2 km hasta la estación Salvador, el 31 de marzo de 1977. Una nueva extensión de 4,5 km fue inaugurada el 22 de agosto de 1980, uniendo Salvador con Escuela Militar. El 7 de enero de 2010 se inauguró una nueva extensión, que comprende desde Escuela Militar hasta Los Dominicos, agregando tres nuevas estaciones y 4 km de recorrido a la red.
Actualmente, la línea tiene una extensión de 20 kilómetros y 27 estaciones que atraviesan las comunas de Lo Prado, Estación Central, Santiago, Providencia y Las Condes. Su recorrido desde el poniente se inicia en la estación San Pablo hacia el sur por Av. Neptuno girando posteriormente al oriente al encontrarse con la Ruta 68. Luego de este tramo inicial realizado principalmente en forma de trinchera, se sumerge en las cercanías del inicio de la avenida Libertador Bernardo O'Higgins. La línea recorre completamente esta avenida, la principal de la ciudad, recorriendo gran parte del centro histórico de la ciudad. El túnel pasa posteriormente bajo las avenidas Providencia, Nueva Providencia y Apoquindo, finalizando al encontrarse con la Plaza Los Domínicos, en la comuna de Las Condes.
La Línea 1 es la línea más utilizada de Metro, concentrando cerca del 39 % del total de viajes a lo largo de la red. Esto se debe a que, junto con servir a gran parte de la población del oriente y poniente de la capital, ella recorre el principal eje económico y comercial de la ciudad, ubicándose a lo largo de su recorrido diversos hitos urbanos, como el Palacio de La Moneda, el Paseo Ahumada, las casas centrales de las tres universidades más grandes del país, diferentes terminales de buses interurbanos y la estación de trenes de la ciudad, entre otros.

#### Línea 2

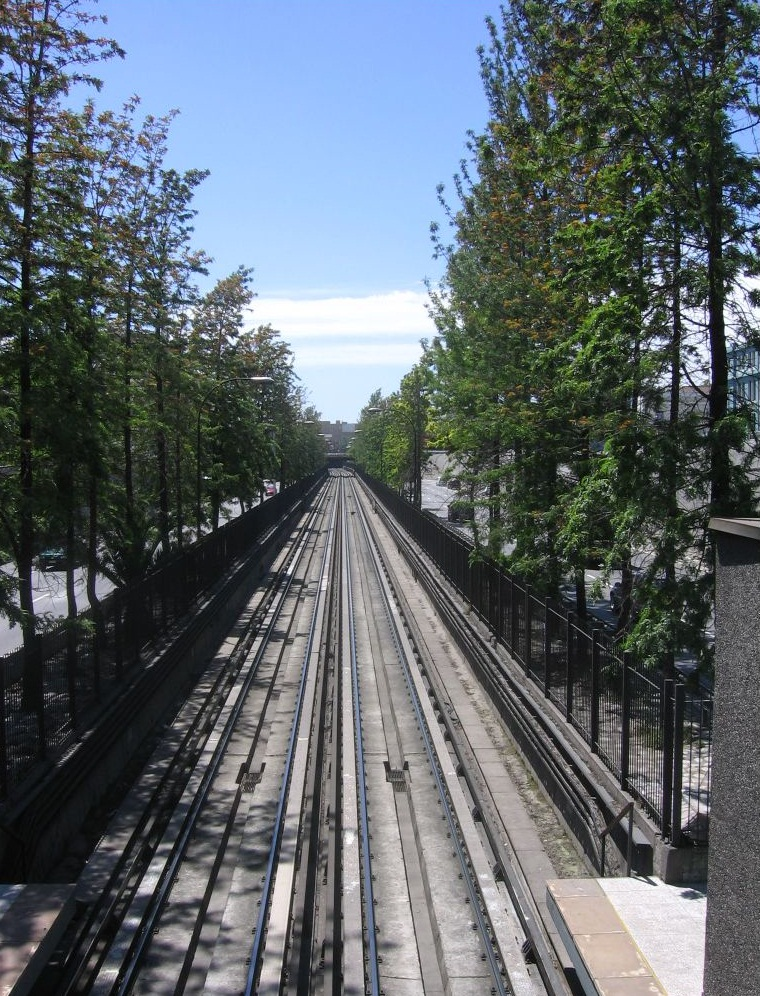
Vista de los rieles del tren desde la estación Toesca.

La Línea 2 del Metro de Santiago recorre la ciudad en sentido longitudinal de norte a sur, pasando por las comunas de Huechuraba, Recoleta, Santiago, San Miguel, La Cisterna, El Bosque y San Bernardo. En la actualidad, comprende 26 estaciones a lo largo de 25,9 kilómetros, que se recorren en aproximadamente 44,2 minutos.
Su primer tramo de 4,9 km, entre las estaciones Los Héroes y Franklin, fue inaugurado el 31 de marzo de 1978, siendo complementado con la extensión de 4,8 km al sur desde Franklin hasta Lo Ovalle, inaugurada el 21 de diciembre de 1978. El 25 de julio de 1986 fue inaugurada la extensión hasta Santa Ana y el 15 de septiembre de 1987 fue abierta la estación Puente Cal y Canto. La línea continuó con su extensión hacia el norte luego de la apertura de sucesivos tramos entre 2004 y 2006 hasta llegar a la estación Vespucio Norte, y hacia el sur con la inauguración en 2004 del tramo desde Lo Ovalle hasta La Cisterna. Su última extensión conecta a dos nuevas comunas desde el 27 de noviembre de 2023: El Bosque y San Bernardo, alargando su la línea en 5,2 km al sur de la ciudad terminando en la nueva estación Hospital El Pino.
Su recorrido se inicia por el norte en la estación Vespucio Norte, unos metros antes de la confluencia de las avenidas Américo Vespucio y Recoleta. La línea 2, identificada tradicionalmente con el color amarillo, avanza subterráneamente por Recoleta hasta las inmediaciones del río Mapocho. Tras cruzar el principal río de la ciudad gira hacia la estación Puente Cal y Canto, anteriormente denominada Mapocho, y luego toma la Autopista Central. El recorrido continúa por dicha vía principalmente en forma de trinchera hasta la estación Rondizzoni, para volver a introducirse bajo tierra. Tras pasar la estación Franklin, la línea 2 circula bajo la Gran Avenida en el paradero 25 hasta llegar nuevamente al anillo vial de Américo Vespucio, en la estación La Cisterna. La línea continua su recorrido por la avenida Padre Hurtado para finalizar en la estación Hospital El Pino en la comuna de San Bernardo.
A diferencia de la Línea 1, la Línea 2 tiene un carácter más residencial, conectando los barrios habitacionales del norte y centro-sur de la ciudad con el centro de esta. A lo largo de esta línea se realizan el 18 % de los viajes realizados en Metro de Santiago.
En octubre de 2009, fue puesto en marcha un sistema de servicios expresos durante las horas puntas al igual que en líneas 4 y 5. Este sistema funciona en la mañana, entre las 6:00 y 9:00 horas, y en la tarde, entre las 18:00 y 21:00 horas, en el sentido Vespucio Norte-Hospital El Pino y viceversa. Consta de dos tipos de trenes: los de la «ruta roja» y de la «ruta verde», los cuales se detienen intercaladamente entre las estaciones con su color correspondiente, a excepción de nueve estaciones de detención común: Vespucio Norte, Zapadores, Puente Cal y Canto, Santa Ana, Los Héroes, Franklin, Lo Ovalle, La Cisterna y Hospital El Pino.
En noviembre de 2014, la presidenta Michelle Bachelet anunció que la Línea 2 se extendería por 5 kilómetros, el cual fueron inauguradas el 27 de noviembre del 2023, sumando a la línea cuatro nuevas estaciones: El Bosque, Observatorio, Copa Lo Martínez y Hospital El Pino.

#### Línea 3

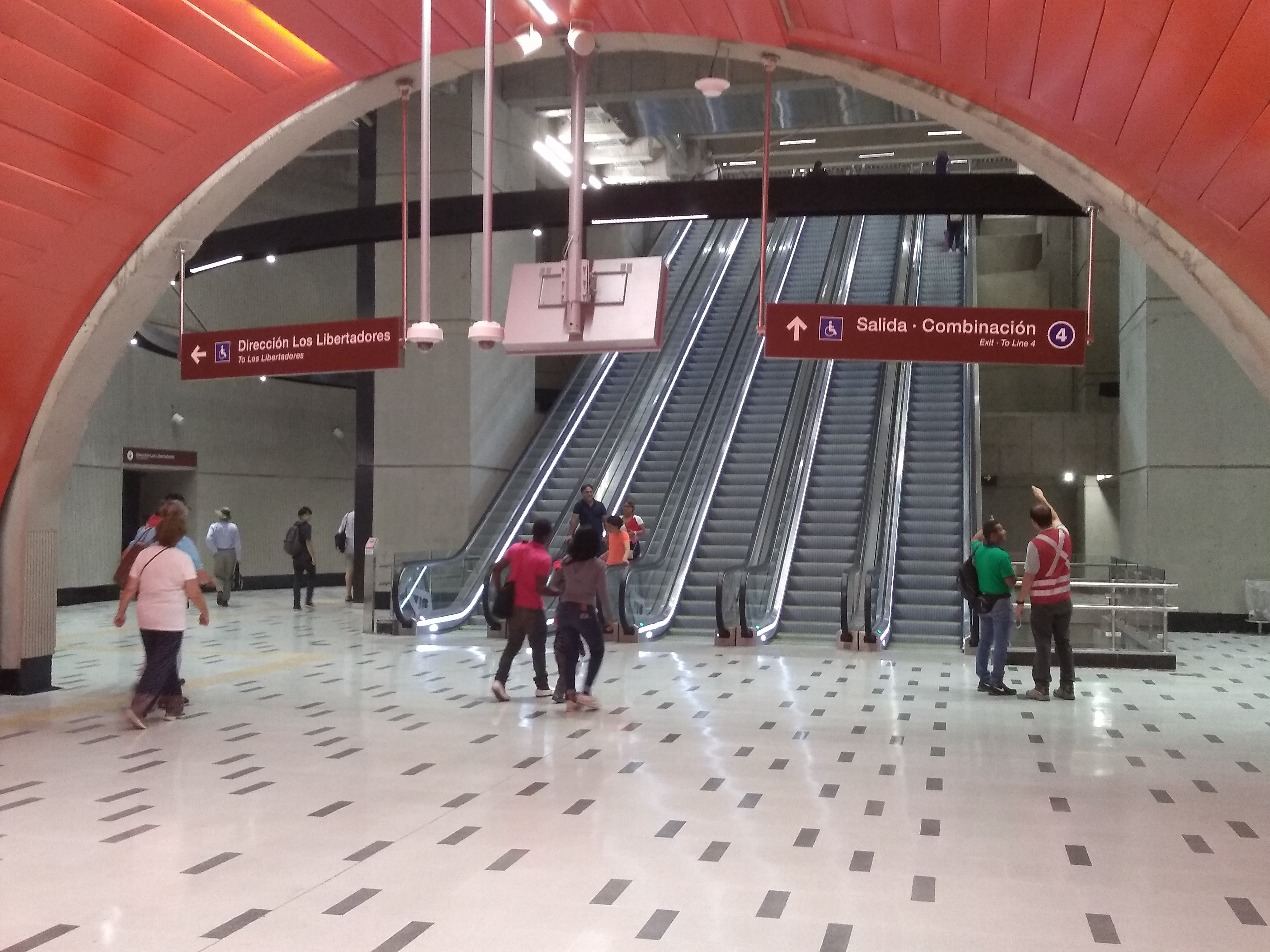
Interior de la estación Plaza Egaña, combinación de las líneas 3 y 4.

La Línea 3 del Metro de Santiago, inaugurada el 22 de enero de 2019, recorre la ciudad en sentido de norte a nororiente, atravesando las comunas de Quilicura, Conchalí, Independencia, Santiago, Ñuñoa y La Reina. En la actualidad, comprende 21 estaciones a lo largo de más de 25 kilómetros, que se recorren en aproximadamente 35 a 40 minutos.
Su recorrido se inicia por el norte en la estación Plaza Quilicura, en el centro de esa comuna, siguiendo hacia el oriente bajo la avenida Manuel Antonio Matta. Tras cruzar la línea de ferrocarriles, el trazado de la L3 gira hacia el sur al llegar a estación Los Libertadores, en la intersección de las avenidas Independencia y Autopista Los Libertadores. La línea continúa por la avenida Independencia, donde se ubican cinco estaciones antes de alcanzar el río Mapocho. Posteriormente la línea continúa su trazado pasando por la estación Puente Cal y Canto para incorporarse por calles Bandera y San Diego, donde se encuentran las estaciones Plaza de Armas, Universidad de Chile y Parque Almagro. Luego el trayecto continúa por la avenida Matta, donde se encuentra la estación homónima, para después retomar por la avenida Irarrázaval, donde están emplazadas las estaciones Irarrázaval, Monseñor Eyzaguirre, Ñuñoa, Chile España y Villa Frei. Las últimas dos estaciones se ubican en las avenidas Ossa y Fernando Castillo Velasco, las cuales son Plaza Egaña y Fernando Castillo Velasco respectivamente. La Línea 3, identificada con el color café, avanza subterráneamente durante todo su trayecto.
La Línea 3 viene a descongestionar la Línea 1, además de ser la segunda línea con trenes con piloto automático, puertas en los andenes y electrificación mediante un sistema de catenarias. Pese a que estaba pensada en ser construida en los años 1980, diversos factores retrasaron su construcción por más de 30 años. Al ser inaugurada, en 2019, contaba con 18 estaciones, a lo largo de 22 kilómetros. La línea alcanzó su dimensión actual el 25 de septiembre de 2023, luego de la inauguración de la primera extensión de la línea, entre Los Libertadores y Plaza Quilicura. Junto con facilitar el acceso a los habitantes de la comuna de Quilicura, la extensión permitirá la conexión con el futuro Tren Santiago-Batuco en la estación Ferrocarril.

#### Línea 4

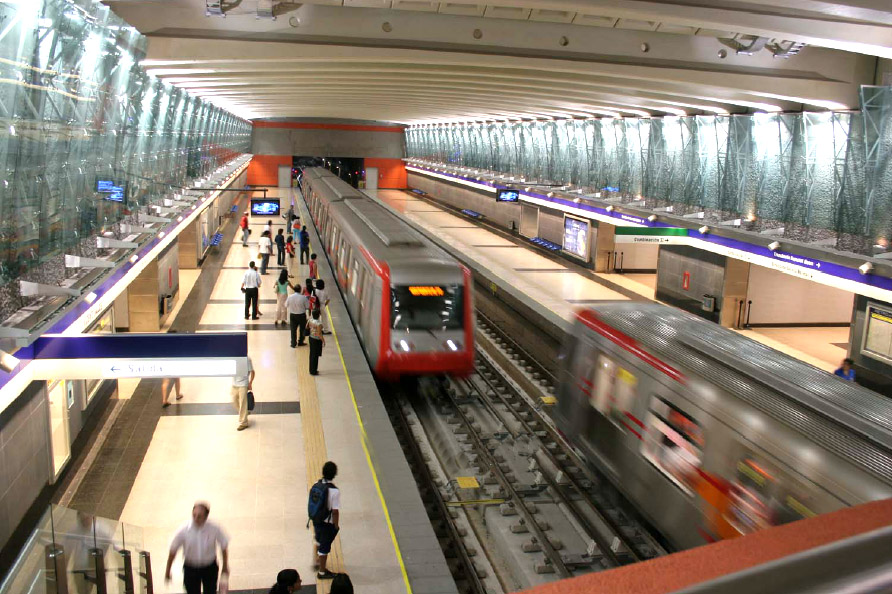
Vista panorámica de la estación Vicente Valdés con los trenes AS-2002.

La Línea 4 fue la cuarta línea inaugurada de la red del Metro de Santiago. Fue inaugurada el 30 de noviembre de 2005; sin embargo, el tramo entre Grecia y Vicente Valdés fue recorrido por el sistema de transporte Transantiago hasta que fue abierto el 2 de marzo de 2006. La línea sirve a las comunas de la zona oriente y suroriente de la capital, al cruzar las comunas de Providencia, Las Condes, La Reina, Ñuñoa, Peñalolén, Macul, La Florida y Puente Alto.
Su tramo comienza en la estación Tobalaba, que sirve de combinación con la Línea 1. La línea recorre de forma subterránea la avenida homónima junto al canal San Carlos hasta la confluencia con Américo Vespucio donde gira y continúa su ruta hacia el sur. La línea permanece de forma subterránea durante el tramo de la circunvalación denominada avenida Ossa, emergiendo después de cruzar la Rotonda Grecia. El recorrido continúa a lo largo de la Autopista Vespucio Sur hasta la estación Vicuña Mackenna, desde donde surge el ramal de la Línea 4A. Tras dicha detención, la línea se vuelve subterránea momentáneamente mientras gira hacia la avenida Vicuña Mackenna, emergiendo posteriormente en forma de viaducto elevado tras la estación Vicente Valdés. De esta forma avanza hasta llegar a las cercanías de la Municipalidad de Puente Alto, donde se vuelve nuevamente subterránea en la estación Las Mercedes para finalizar de la misma manera en la Plaza de Puente Alto. Una extensión de tres estaciones adicionales al sur, llegando al sector de Bajos de Mena, fue anunciada en junio de 2018 y debería estar en operaciones cerca de 2025.
Esta línea, identificada con el color azul, comprende un total de 23 estaciones y 24,7 kilómetros de extensión, lo que la convierte en la segunda más larga de la red, llegando a ser (una vez que estuvo completamente lista) la más larga de la red, siendo posteriormente superada por la línea 5 tras su extensión a Maipú en 2011. El recorrido completo se realiza en aproximadamente 40 minutos. El 5 de noviembre de 2009 la estación San José de la Estrella fue abierta al público, aumentando el número de estaciones de la Línea 4. Concentra alrededor del 18 % de los viajes totales de la red.
En agosto de 2007 fue puesto en marcha un sistema de servicios expresos durante la mañana con el fin de mejorar el servicio entre Puente Alto y Tobalaba. Este sistema está habilitado entre las 6:00 y las 9:00 en el sentido Tobalaba-Puente Alto y viceversa y también consta de dos tipos de trenes: los de la «ruta roja» y de la «ruta verde» se detienen intercaladamente entre las estaciones con su respectiva ruta a excepción de 9 estaciones de detención común: Tobalaba, Francisco Bilbao, Plaza Egaña, Macul, Vicuña Mackenna, Vicente Valdés, Elisa Correa, Hospital Sótero del Río y Plaza de Puente Alto. Debido a los buenos resultados del sistema, el servicio fue replicado en ambos sentidos (Tobalaba a Puente Alto y de Puente Alto a Tobalaba) entre las 06:00 a 09:00 y 18:00 a 21:00, ahorrando aproximadamente 10 minutos de viaje. En 2015 se agregó un nuevo horario entre 12:00 y 15:00.

#### Línea 4A

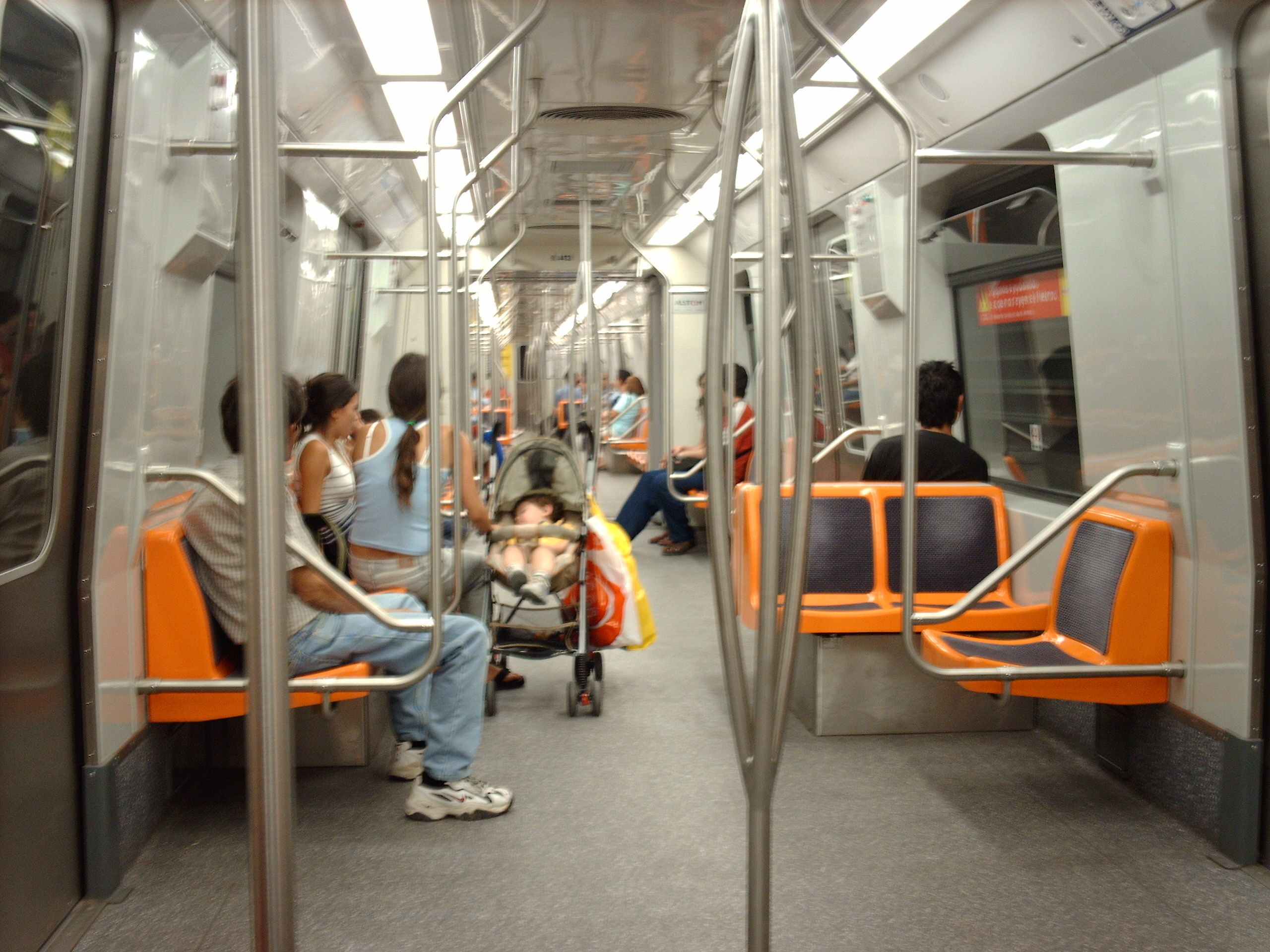
Interior de los trenes AS-2002, presentes en la Línea 4A.

La Línea 4A es un ramal de la Línea 4 que fue inaugurado el 16 de agosto de 2006. Atraviesa las comunas de La Florida, La Granja, San Ramón y La Cisterna. Con solo seis estaciones a lo largo de parte de la Autopista Vespucio Sur y una extensión de 7,7 kilómetros es la línea de menor extensión de la red; esto la convierte en la menos transitada, abarcando poco más del 3 % de los viajes totales de la red. La línea se origina en la estación Vicuña Mackenna y recorre Américo Vespucio Sur en forma de trinchera en el bandejón central de la autopista, donde se sitúan también las estaciones, conectadas con las poblaciones cercanas por medio de pasarelas sobre la vía expresa. Finalmente, llega a la estación La Cisterna, que sirve de combinación con la Línea 2.
El recorrido a lo largo de la Línea 4A, identificada con el color celeste, se realiza en menos de 12 minutos.

#### Línea 5

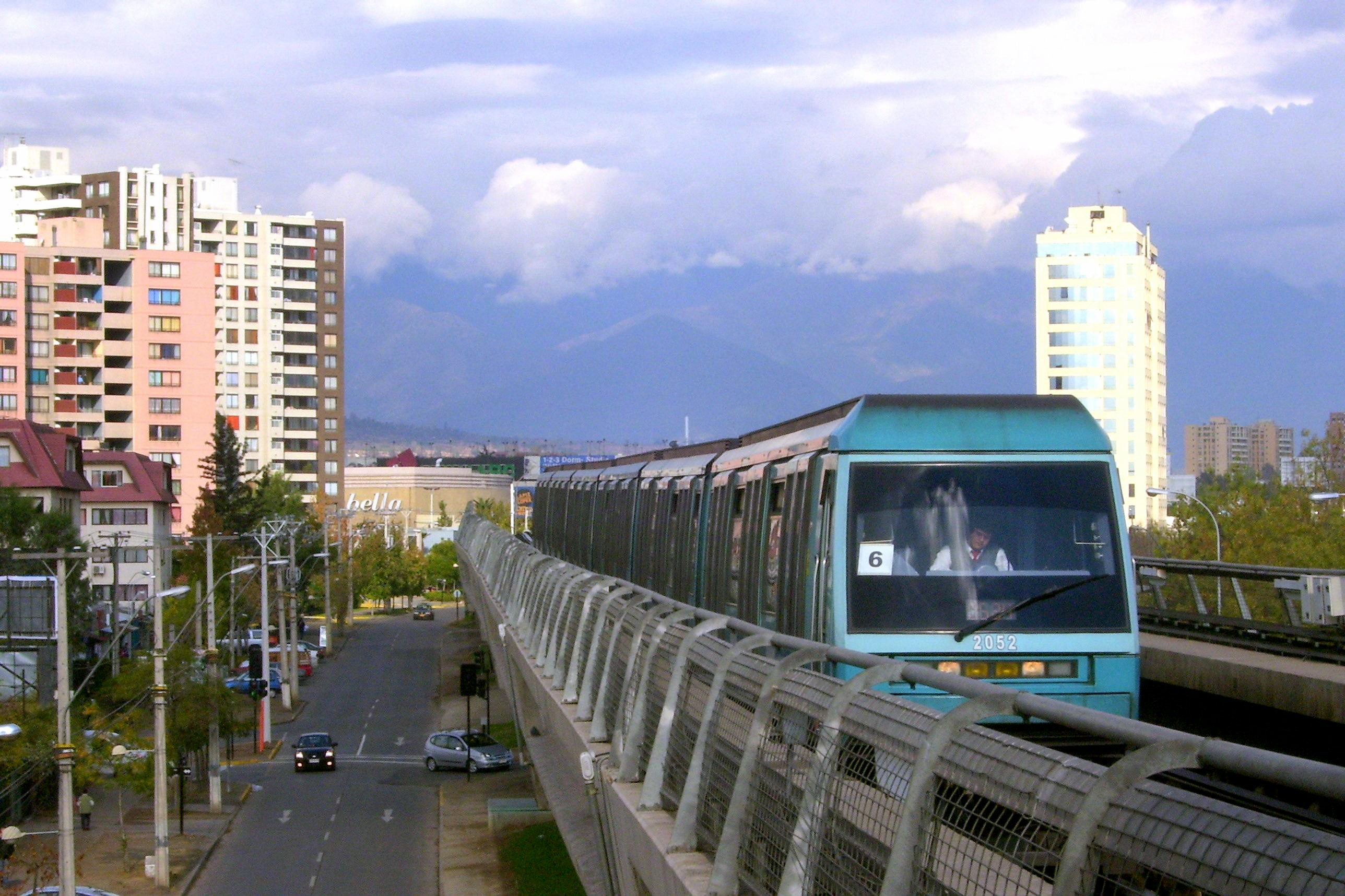
Vista del viaducto elevado de la Línea 5.

Fue la tercera línea inaugurada con su primer tramo entre las estaciones Baquedano y Bellavista de La Florida el 5 de abril de 1997. Posteriormente fue extendida hacia el poniente, primeramente hasta Santa Ana el 4 de marzo de 2000, y hasta Quinta Normal, el 31 de marzo de 2004. Hacia el sur sería abierta la estación Vicente Valdés, el 30 de noviembre de 2005. En 2006 fue anunciada una nueva extensión hacia el sector surponiente, cuyo primer tramo entre la estación Pudahuel y Quinta Normal fue inaugurada el 12 de enero de 2010; el tramo hasta la estación Plaza de Maipú fue inaugurado el 3 de febrero de 2011.
La Línea 5, identificada con el color verde, cuenta en la actualidad con una extensión de 30 kilómetros y un total de 30 estaciones, siendo la más larga de la red, entre las comunas de Maipú, Pudahuel, Lo Prado, Quinta Normal, Santiago, Providencia, Ñuñoa, Macul, San Joaquín y La Florida. El recorrido desde el poniente se inicia en la estación Plaza de Maipú de forma subterránea, para luego seguir en viaducto pasado la estación Del Sol, pasando nuevamente a subterránea en la estación Barrancas, atravesando el llamado «casco histórico» de la ciudad. La línea, luego de pasar bajo la Plaza de Armas y el Museo de Bellas Artes, gira en los alrededores de la Plaza Baquedano hacia el sur. El Metro pasa bajo el parque Bustamante, saliendo a la superficie en los alrededores de los talleres de San Eugenio, para luego elevarse en forma de viaducto por sobre la avenida Vicuña Mackenna. Durante los últimos tramos del recorrido, la línea comienza a soterrarse antes de la estación Bellavista de La Florida para luego finalizar en Vicente Valdés, que sirve de combinación con la Línea 4.
Al igual que la Línea 2, la Línea 5 sirve para conectar a los sectores residenciales de la zona poniente y suroriente de la capital con el centro de Santiago. A sus alrededores, sin embargo, han surgido algunos núcleos comerciales (principalmente cerca del Mall Plaza Vespucio) y educacionales de importancia. Es la segunda línea más utilizada de la red, concentrando cerca del 22 % de los viajes totales.
En noviembre de 2008 fue puesto en marcha un sistema de servicios expresos durante las horas puntas al igual que en la Línea 4. Este sistema funciona en la mañana entre las 6:00 y 9:00 horas, y en la tarde entre las 18:00 y 21:00 horas en el sentido Plaza de Maipú-Vicente Valdés y viceversa. Consta de dos tipos de trenes: los de la «ruta roja» y de la «ruta verde», los cuales se detienen intercaladamente entre las estaciones, a excepción de 13 estaciones de detención común: Plaza de Maipú, Laguna Sur, Pudahuel, San Pablo, Santa Ana, Plaza de Armas, Bellas Artes, Baquedano, Irarrázaval, Ñuble, Bellavista de La Florida, San Joaquín y Vicente Valdés.

#### Línea 6

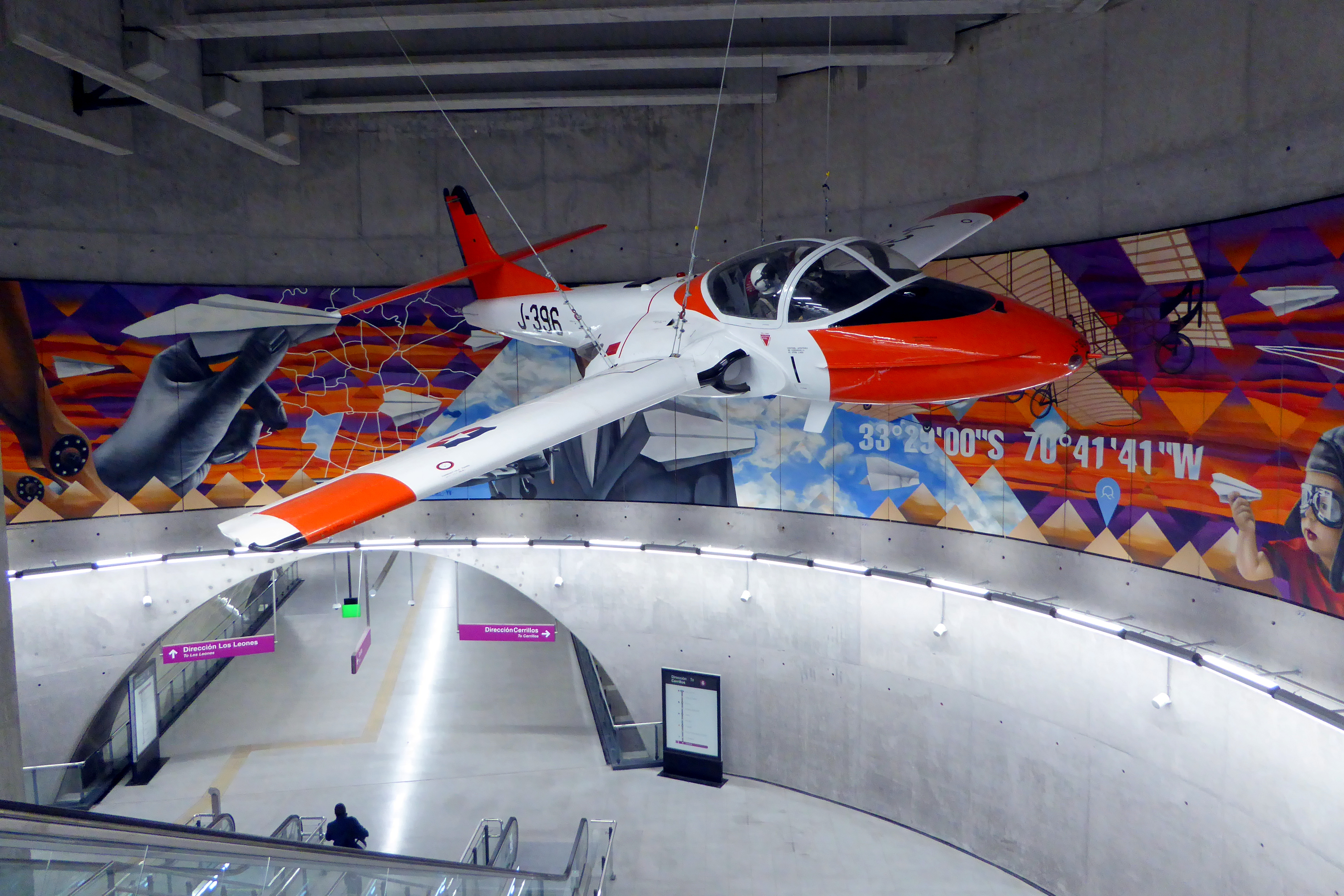
Obra El sueño de volar, de José Yutronic en la estación terminal Cerrillos de la Línea 6.

La Línea 6 del Metro de Santiago, inaugurada el 2 de noviembre de 2017, recorre la ciudad en sentido de surponiente a nororiente, atravesando las comunas de Cerrillos, Pedro Aguirre Cerda, San Miguel, San Joaquín, Santiago, Ñuñoa y Providencia. En la actualidad, comprende 10 estaciones a lo largo de 15,3 kilómetros, que se recorren en aproximadamente entre 19 a 20 minutos.
Su recorrido se inicia por el surponiente en la estación Cerrillos, en la intersección de las avenidas Departamental, Pedro Aguirre Cerda y Buzeta para luego continuar por la avenida Carlos Valdovinos lugar en que se ubican las estaciones Lo Valledor y Presidente Pedro Aguirre Cerda, posteriormente la línea continúa su trazado pasando por el Barrio Franklin, con la estación del mismo nombre y la estación Bío Bío, luego tendría su viraje en Carlos Dittborn y la avenida Grecia, lugar donde se ubican las estaciones Ñuble y Estadio Nacional respectivamente, para después virar por la avenida Pedro de Valdivia en la que están emplazadas las detenciones de Ñuñoa e Inés de Suárez, finalizando el trayecto en estación Los Leones en la intersección de las avenidas Providencia y Suecia en el sector nororiente de Santiago. La Línea 6, identificada con el color morado, avanza subterráneamente durante todo su trayecto.
A diferencia de las demás líneas, la Línea 6 posee un carácter descongestionador de la Línea 1, además de ser la primera línea con trenes con piloto automático, puertas en los andenes y electrificación mediante un sistema de catenarias. Una nueva estación, Isidora Goyenechea, será construida a futuro para permitir combinación con la futura Línea 7. En 2027 se inaugurará la estación Lo Errazuriz que conectará con la estación del Tren Melipilla-Estación Central.

### Estaciones
Listado de las estaciones del Metro de Santiago. En negrita, estaciones de combinación con otras líneas.
| Línea 1 De poniente a oriente | Línea 2 De norte a sur | Línea 3 De norte a oriente | Línea 4 De nororiente a suroriente | Línea 4A De suroriente a sur                                                       | Línea 5 De surponiente a suroriente | Línea 6 De surponiente a nororiente |
| - San Pablo - Neptuno - Pajaritos - Las Rejas - Ecuador - San Alberto Hurtado - Universidad de Santiago - Estación Central - Unión Latinoamericana - República - Los Héroes - La Moneda - Universidad de Chile - Santa Lucía - Universidad Católica - Baquedano - Salvador - Manuel Montt - Pedro de Valdivia - Los Leones - Tobalaba - El Golf - Alcántara - Escuela Militar - Manquehue - Hernando de Magallanes - Los Dominicos | - Vespucio Norte - Zapadores - Dorsal - Einstein - Cementerios - Cerro Blanco - Patronato - Puente Cal y Canto - Santa Ana - Los Héroes - Toesca - Parque O'Higgins - Rondizzoni - Franklin - El Llano - San Miguel - Lo Vial - Departamental - Ciudad del Niño - Lo Ovalle - El Parrón - La Cisterna - El Bosque - Observatorio - Copa Lo Martínez - Hospital El Pino | - Plaza Quilicura - Lo Cruzat - Ferrocarril - Los Libertadores - Cardenal Caro - Vivaceta - Conchalí - Plaza Chacabuco - Hospitales - Puente Cal y Canto - Plaza de Armas - Universidad de Chile - Parque Almagro - Matta - Irarrázaval - Monseñor Eyzaguirre - Ñuñoa - Chile España - Villa Frei - Plaza Egaña - Fernando Castillo Velasco | - Tobalaba - Cristóbal Colón - Francisco Bilbao - Príncipe de Gales - Simón Bolívar - Plaza Egaña - Los Orientales - Grecia - Los Presidentes - Quilín - Las Torres - Macul - Vicuña Mackenna - Vicente Valdés - Rojas Magallanes - Trinidad - San José de la Estrella - Los Quillayes - Elisa Correa - Hospital Sótero del Río - Protectora de la Infancia - Las Mercedes - Plaza de Puente Alto | - Vicuña Mackenna - Santa Julia - La Granja - Santa Rosa - San Ramón - La Cisterna | - Plaza de Maipú - Santiago Bueras - Del Sol - Monte Tabor - Las Parcelas - Laguna Sur - Barrancas - Pudahuel - San Pablo - Lo Prado - Blanqueado - Gruta de Lourdes - Quinta Normal - Cumming - Santa Ana - Plaza de Armas - Bellas Artes - Baquedano - Parque Bustamante - Santa Isabel - Irarrázaval - Ñuble - Rodrigo de Araya - Carlos Valdovinos - Camino Agrícola - San Joaquín - Pedrero - Mirador - Bellavista de La Florida - Vicente Valdés | - Cerrillos - Lo Valledor - Presidente Pedro Aguirre Cerda - Franklin - Bío Bío - Ñuble - Estadio Nacional - Ñuñoa - Inés de Suárez - Los Leones |

### Interconexión

Esquema del Metro de Santiago como parte de Transantiago (2007-2019), marcando los sectores de la ciudad de acuerdo al color característico de sus buses locales.

Desde de su construcción, el Metro de Santiago ha estado fuertemente conectado con otros medios de transporte, especialmente en sus inicios cuando el ferrocarril urbano recorría sólo algunos sectores centrales de la ciudad mientras que la mayor parte de los pasajeros provenían de las periferias.
En 1987, Metro inició el sistema de Metrobus, que consistió de buses de acercamiento hacia estaciones de la red ferroviaria, principalmente las terminales de las líneas existentes a esa fecha. Para ello, fueron establecidas las estaciones Lo Ovalle, Puente Cal y Canto y Escuela Militar como lugares de combinación de este servicio con el Metro de Santiago. Posteriormente se sumaron Las Rejas y Bellavista de La Florida, siendo esta última particularmente diseñada para acoger diversos medios de transporte que confluyeran al Metro.
A comienzos de los años 2000, se comenzó la planificación de un plan maestro de transporte urbano para Santiago que tuviera al Metro como eje estructurante del transporte capitalino. Para ello, se inició una fuerte expansión de la red, destacando la construcción de Quinta Normal y La Cisterna como estaciones de intercambio modal. Si bien Quinta Normal, que cobijaría incluso una estación de trenes, no fue construida en su totalidad debido a problemas durante el proceso de licitación, a mediados de 2007 se inauguró la Estación Intermodal La Cisterna.
Con la implementación del Transantiago, el 10 de febrero de 2007, la relación entre microbuses y el Metro se completó. Metro adquirió un rol articulador importante dentro del transporte capitalino incorporando la tarjeta bip! como medio de pago. Para mejorar el sistema de interconectividad, Transantiago incorporó una serie de «estaciones de transferencia», muchas de las cuales se ubican junto a estaciones del Metro de Santiago. En este proceso se adaptaron algunas de las antiguas terminales de los servicios Metrobus para que fuesen usadas por los servicios alimentadores del Transantiago. Asimismo, junto con la expansión de la red de metro, se construyeron nuevas estaciones de este tipo. Es así como se establecieron las estaciones Vespucio Norte, en febrero de 2008 y la estación Del Sol en la extensión a Maipú de la Línea 5.
En la actualidad, Metro forma parte de la Red Metropolitana de Movilidad que desde 2021 articula los principales medios de transporte público de la ciudad, reemplazando a Transantiago, pero manteniendo el sistema tarifario único a través de la tarjeta bip!. Cuenta con conexiones directas con servicios de microbuses en sus estaciones intermodales Pajaritos (L1), Vespucio Norte, Franklin, Lo Ovalle y La Cisterna (L2), Los Libertadores (L3), Del Sol y Bellavista de La Florida (L5). Para buses interurbanos, la estación Pajaritos cuenta con múltiples servicios hacia Valparaíso, Viña del Mar y ciudades cercanas, mientras Bellavista de La Florida cuenta con buses hacia sectores del Cajón del Maipo y algunos servicios especiales fuera de la Región Metropolitana. Además, las estaciones San Alberto Hurtado, Universidad de Santiago, Estación Central y Los Héroes se encuentran en la cercanía de los principales terminales de buses interurbanos de la ciudad.
Metro cuenta con conexión a servicios ferroviarios en Estación Central y Lo Valledor. Ambas estaciones son paradas del tren de cercanías a Nos, integrado al sistema tarifario de la Red Metropolitana de Movilidad. Estación Central también sirve como combinación con servicios de trenes interurbanos hacia Rancagua y Chillán. Dentro de los próximos años, se espera que se inauguren nuevas estaciones de combinación entre tren y metro una vez que entren en operación los servicios de cercanías hacia Melipilla (combinación en Estación Central y Lo Errázuriz) y hacia Batuco (conexión en Quinta Normal, Matucana y Ferrocarril).

### Equipamiento y servicios
Dentro de las estaciones, existen diversos servicios otorgados por el Metro de Santiago con el fin de satisfacer las necesidades de los clientes que utilizan este medio de transporte. En la actualidad, todas las estaciones cuentan con boleterías, teléfonos públicos y cajeros de Redbanc. Además, en los andenes se encuentran paneles informativos, mapas de la Red y del entorno de la estación y una serie de televisores (en las principales estaciones, de tipo plasma) que a través de MetroTV transmiten vídeos musicales, información del Metro y compactos noticiosos.
Además, desde la inauguración de la Línea 5, todas las estaciones nuevas han habilitado ascensores para el acceso de discapacitados. Este servicio se encuentra en forma extraordinaria además en la estación Ecuador de la Línea 1, que se ubica frente al Instituto Teletón de Santiago y hay otro en Bucle estación Pajaritos, según la maqueta virtual. En agosto de 2019 fueron inaugurados ascensores en la estación San Joaquín, con lo cual Estación Central es la única que actualmente carece de ascensores.
Por otro lado, existen en diversas estaciones los módulos de Bibliometro, los cuales desde 1996 permiten el préstamo de libros a los clientes del servicio. Los módulos se encuentran en las estaciones Baquedano, Puente Cal y Canto, Los Héroes, San Pablo, Bellavista de La Florida, Ciudad del Niño, Vespucio Norte, Plaza de Armas, Plaza de Maipú, Los Domínicos, Irarrázaval, Macul, Franklin, Cerrillos, Ñuñoa e Inés de Suárez. El servicio cuenta actualmente con más de 35 000 socios activos y 154 000 títulos fueron prestados a ellos durante 2005.
En agosto de 2008 fue implementado el servicio de Bicimetro, el cual permite dejar estacionada todo el día la bicicleta pagando solo CL$ 300, este servicio se encuentra disponible en las estaciones Vespucio Norte, Escuela Militar, Grecia, Plaza Egaña, La Cisterna, Las Mercedes y Cristóbal Colón. 
El 8 de septiembre de 2018 fue inaugurado el segundo sistema de parqueo de bicicletas en estaciones del metro, denominado «Línea Cero», el cual contempla la instalación de bicicleteros en los accesos a las estaciones y a los que se podrá acceder mediante el pago del servicio a través de una aplicación móvil. El sistema debutó en las estaciones Cerrillos, Franklin, Bío-Bío, Presidente Pedro Aguirre Cerda e Inés de Suárez de la Línea 6; posteriormente se inauguraron tres bicicleteros en dos estaciones de la Línea 3 (Cardenal Caro y Fernando Castillo Velasco) y uno en la Línea 2 (El Parrón), previendo estar presente en 60 estaciones hacia el año 2020.

### Imagen corporativa

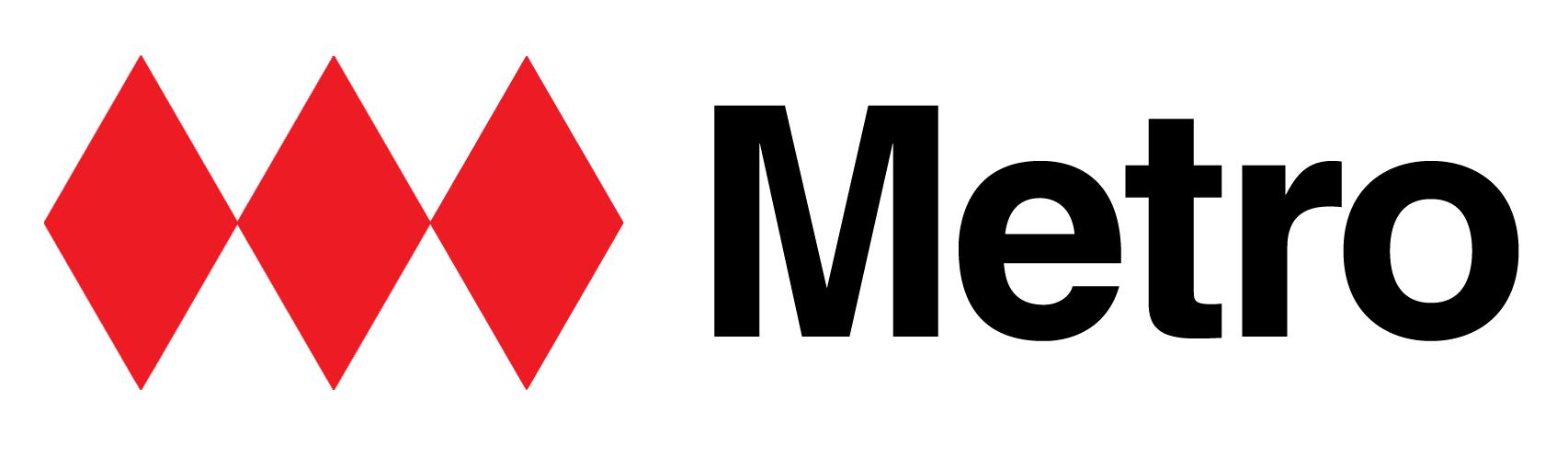
Los 3 rombos del logotipo del Metro de Santiago representan la vialidad, los buses y el metro.

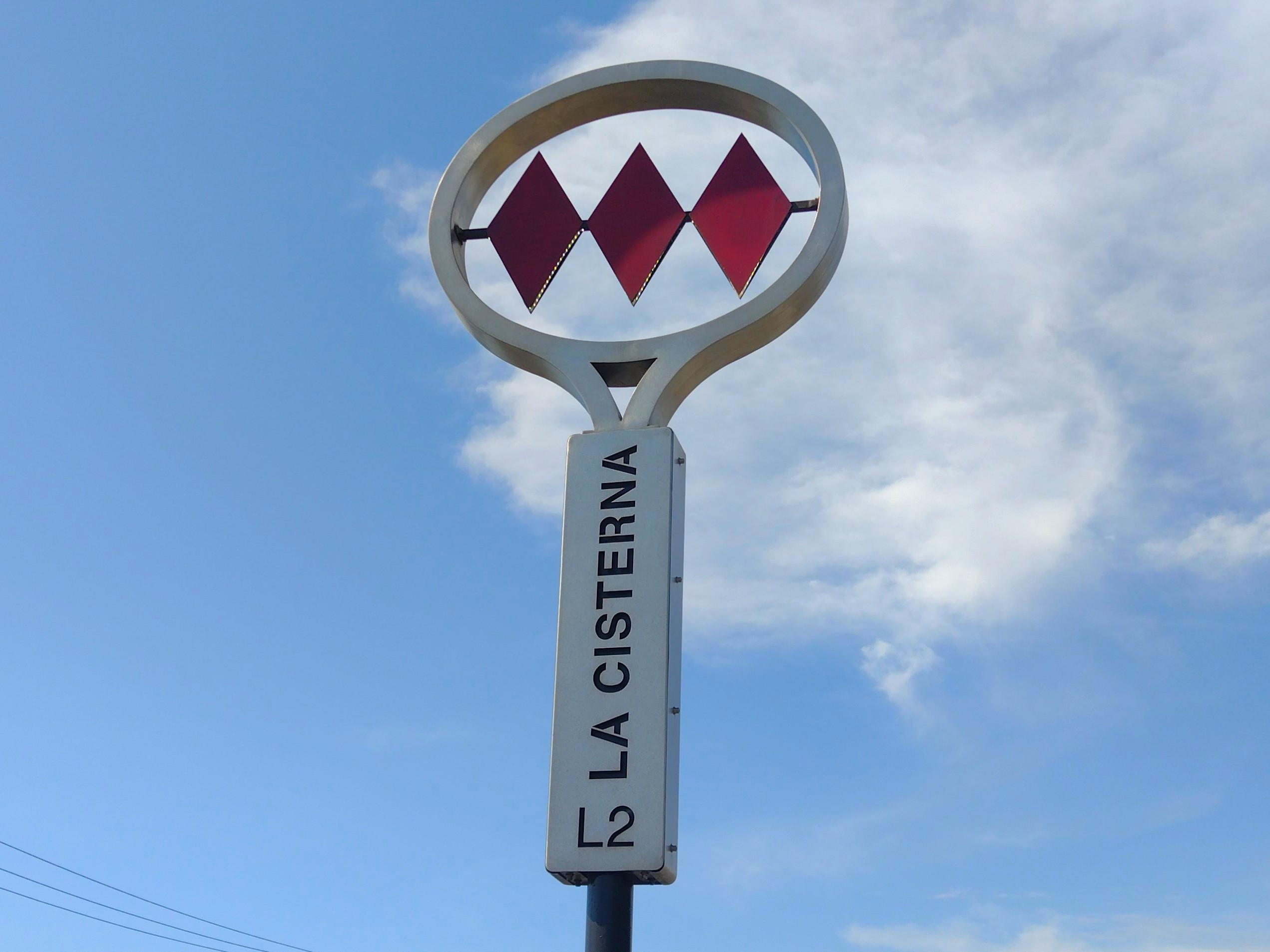
Nueva señalética de Metro de Santiago estrenada a inicios de 2022.

El logotipo del Metro, creado a fines de la década de 1960 y consistente en tres rombos de color rojo, significa —de acuerdo al diseñador Peter Himmel y al arquitecto Jaime Escudero, quienes participaron en las primeras obras del tren subterráneo— la «indisoluble interconexión entre los tres elementos: la superficie (vialidad), la circulación sobre la superficie (buses) y la circulación subterránea (metro)».
Aprovechando la inauguración de la Línea 5 en 1997, Metro de Santiago inició un proceso de renovación de su imagen corporativa y la señalética de las estaciones, que estuvo a cargo de los diseñadores Sergio Mancilla, Mónica Ventura y Alejandro Orellana, y que incluyó también el desarrollo de una fuente tipográfica propia, denominada «Métrika» y que es utilizada en su logotipo, al cual se le añadió un óvalo que rodea los 3 rombos y que simboliza el cierre de un ciclo y la inserción de Metro en la comunidad. En diciembre de 1997 se inició el proceso de cambio de la señalética en las estaciones del tramo La Moneda-Salvador en la Línea 1, continuando en los meses posteriores hacia el resto de la red.
En enero de 2022 el Metro de Santiago inició un plan de recambio de señaléticas que habían sido dañadas, en el marco de la reconstrucción de estaciones que habían sido vandalizadas durante el estallido social de 2019. Las nuevas señaléticas cuentan con tecnología e iluminación led, facilitando así su mantención y contribuyendo al medio ambiente. Se anunció la instalación de un total de 68 nuevas señaléticas en 46 estaciones de la red.

## Material rodante
El material rodante del Metro de Santiago es alimentado por energía eléctrica con una tensión de 750 voltios (V) de corriente continua (CC), mediante un tercer riel en líneas 1, 2, 4, 4A y 5 o a través de catenaria rígida en las líneas 3 y 6. La trocha utilizada es de 1435 mm. Las líneas 1, 2 y 5 están diseñadas para el uso de trenes con rodadura neumática, mientras que las líneas 3, 4, 4A y 6 están diseñadas para trenes con rodadura férrea.
Los primeros trenes, NS-74, comenzaron a llegar en 1975 completando la totalidad de convoyes en 1981. En total eran 49 trenes de 5 coches cada uno, pero luego de un proceso de reformación quedaron sólo 35 trenes en operación. Posteriormente, en 1988 se adquiere una formación de 5 coches, NS-88, por la destrucción de un tren NS-74. Esto se debió a un atentado en estación Tobalaba en el año 1986.
En 1996, ingresan las primeras formaciones del tren NS-93, fabricados en Francia por GEC Alsthom. Estos trenes hicieron su debut en la Línea 5 hacia 1997, posteriormente fueron trasladados a las líneas 1 y 2. Actualmente circulan por Línea 1 en configuración de 8 coches, y en Línea 5 con formaciones de 6 y 7 vagones. 
Con la construcción de la Línea 4 se inició la adquisición de los trenes AS-2002. En específico se adquirieron 72 unidades modulares formadas por 3 coches cada una. Este nuevo material rodante fue encargado a la planta brasileña de Alstom.
Posteriormente tras el inicio del Transantiago en 2007, ingresaron los trenes NS-2004, como medida de mitigar el aumento en la demanda del servicio en Línea 1. En la actualidad circulan en Línea 2. Metro adjudicó la licitación para la renovación de trenes para la Línea 1 a la empresa española CAF por un costo de 250 millones de dólares. Los 20 trenes del modelo NS-2007, ingresaron en noviembre de 2009. En 2012, Metro inicia la adquisición de 14 trenes, modelo NS-2012, que al igual que los NS-2007, también fueron fabricados por CAF. Estos nuevos coches son los primeros en incorporar aire acondicionado de fábrica a la flota.
Con la inauguración de la Línea 6, entraron en operación los trenes modelo AS-2014, los que destacan por su conducción totalmente automatizada. Estos trenes son los primeros dentro del parque automotor del Metro en no contar con cabinas de conducción. El 13 de septiembre de 2018 comenzó a circular el primer tren NS-2016 en la Línea 2; dichos trenes son los primeros armados íntegramente en Chile.
El mantenimiento de los trenes se realiza en talleres dispuestos especialmente para dicho trabajo. Estos talleres funcionan además como cocheras y se ubican en las cercanías de las siguientes estaciones: Neptuno, Lo Ovalle, Los Libertadores, Las Mercedes, Quilín, Ñuble y Cerrillos. Se espera que para 2022 se inaugure un nuevo taller en las cercanías de la estación Vespucio Norte.
A finales 2019 producto de las protestas acontecidas en Chile, varios trenes fueron objeto de ataques. Debido a esto 7 formaciones fueron completamente incendiadas, 1 NS-2007 y 6 AS-2002. Asimismo, otras unidades sufrieron daños de distinta índole.
La distribución de trenes es de la siguiente forma:
| Modelo  | Año de construcción | Tipo rodadura | Constructora               | N.º de trenes | Opera en |
| ------- | ------------------- | ------------- | -------------------------- | ------------- | -------- |
| NS-74   | 1973-1981           | Neumática     | Alsthom Groupe Brissonneau | 24            |          |
| NS-93   | 1996-2003           | Neumática     | GEC Alsthom                | 32            |          |
| AS-2002 | 2004-2010           | Férrea        | Alstom                     | 69            |          |
| NS-2004 | 2006-2007           | Neumática     | Alstom                     | 11            |          |
| NS-2007 | 2009-2010           | Neumática     | CAF                        | 19            |          |
| NS-2012 | 2012-2013           | Neumática     | CAF                        | 14            |          |
| AS-2014 | 2014-2017           | Férrea        | CAF                        | 41            |          |
| NS-2016 | 2017-2021           | Neumática     | Alstom                     | 35            |          |

## Tarifas y métodos de pago

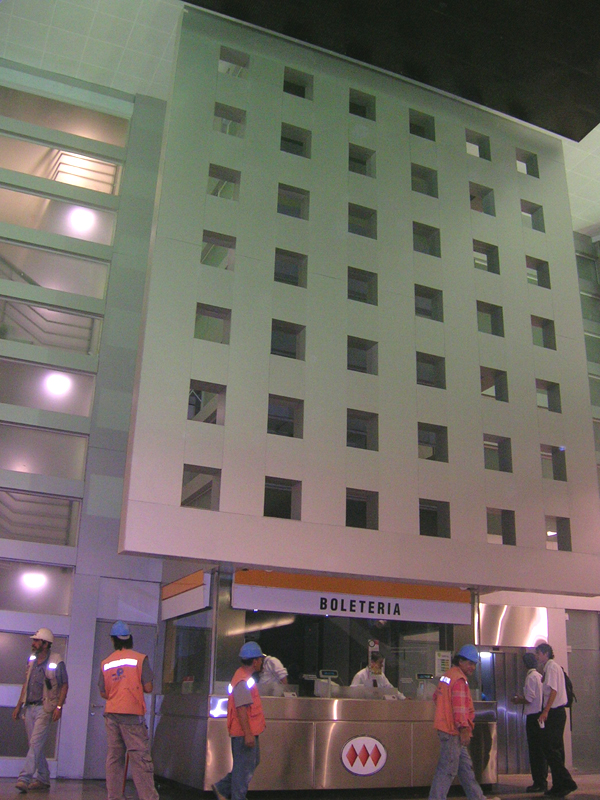
Boletería en la estación Cementerios.

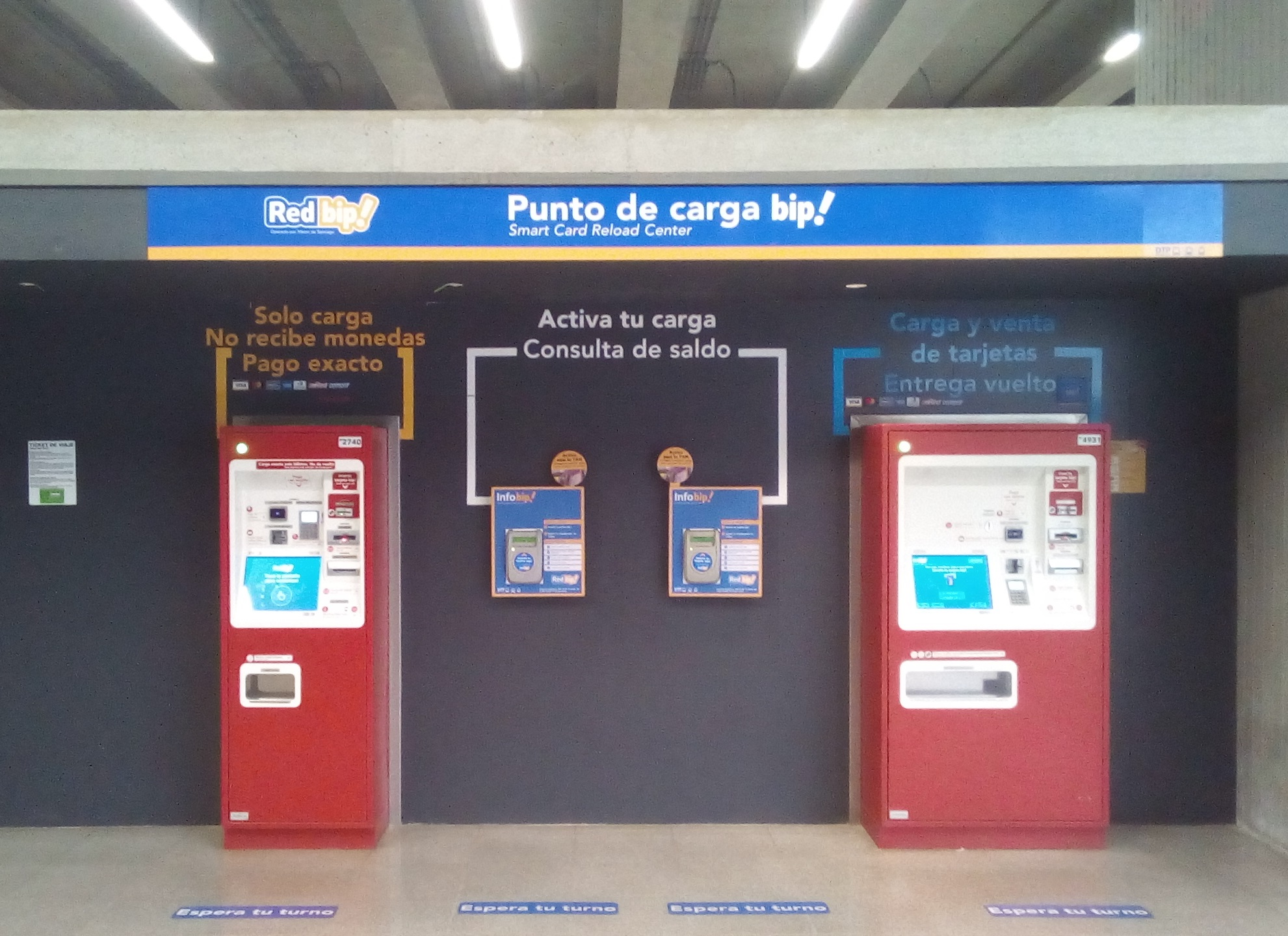
Máquinas de carga de tarjeta bip! en la estación Estadio Nacional.

En la actualidad, existe solo un medio de pago para el uso del servicio del Metro de Santiago: la tarjeta inteligente Bip! Anteriormente, también se podía acceder con boletos, que permitían la realización de solo un viaje, siendo introducidos en los torniquetes que separan el acceso público a la estación del sector de andenes. Dichos boletos podían ser adquiridos en las boleterías disponibles en todas las estaciones; sin embargo, en 2017 Metro comenzó el proceso de sustitución total de este sistema, que se llevó a cabo entre agosto de 2017 y marzo de 2018. La tarjeta Bip!, que reemplazó a la anterior Multivía, en tanto, es una tarjeta recargable en todas las boleterías y otros locales comerciales a lo largo de la ciudad, y que permite el paso a los andenes al acercar el dispositivo a los torniquetes, sin la necesidad de contacto directo. Dicha tarjeta cuesta CL$1550 (aprox. US$2,59) y su carga mínima es de CL$1000 (aprox. US$1,6). El uso de la tarjeta permite la utilización de un sistema de tarifa integrada al usar Red Metropolitana de Movilidad.
El Metro de Santiago posee en la actualidad un sistema tarifario determinado de acuerdo al horario de uso del servicio, uso de servicios de buses en combinación y beneficios a adulto mayor y estudiante.
| Bloques horarios          | Horario punta07:00-08:59 18:00-19:59 | Horario valle09:00-17:59 20:00-20:44 Sáb, dom y fest. | Horario bajo06:00-06:59 20:45-23:00 |
| ------------------------- | ------------------------------------ | ----------------------------------------------------- | ----------------------------------- |
| General                   | CLP 870                              | CLP 790                                               | CLP 710                             |
| Estudiante                | CLP 250                              | CLP 250                                               | CLP 250                             |
| Adulto mayor (solo metro) | CLP 250                              | CLP 250                                               | CLP 250                             |
| Adulto mayor (Bip!)       | CLP 370                              | CLP 370                                               | CLP 370                             |

En el caso de la tarifa Estudiante, para los estudiantes de Educación Básica, el acceso es gratuito presentando su Tarjeta Nacional Estudiantil (TNE) entregado por el MINEDUC; para la Educación Media y Superior tiene el costo de CL$230 y su carga mínima es de CL$500, mediante el uso de la tarjeta nacional estudiantil como tarjeta inteligente para tarifa integrada. Del total de pasajeros del Metro en 2006, el 23,8 % correspondió a estudiantes.
En el caso de los mayores de 65 años, ellos deben solicitar en la oficinas de Atención al Cliente de Metro —ubicadas en determinadas estaciones— un certificado para poder adquirir un «boleto adulto mayor». Su uso está permitido durante todo horario, con la restricción de un máximo de dos viajes diarios. Sin embargo, este servicio no está integrado al sistema de Red Metropolitana de Movilidad, por lo que el beneficio solo se aplica al ocupar únicamente el Metro. Durante 2006, el 1,5 % de los pasajeros utilizó este tipo de beneficio. El 14 de junio de 2017 fue anunciado el fin del sistema de boletos en Metro, por lo que los adultos mayores tendrán una tarjeta personalizada con tecnología similar a la de la tarjeta bip! desde agosto de dicho año. Su costo es igual al de los estudiantes.
Desde enero de 2014, una vez que Metro S.A. tomó a su cargo la administración del sistema de cobros de Transantiago, ha habilitado tarjetas para turistas con un costo de CL$8000 y CL$13 000. El costo de la tarjeta incluye, además del plástico, un mapa con recorridos céntricos del transporte capitalino y los lugares más destacados, un circuito turístico asociado al Transantiago y un plano del tren subterráneo.
En julio de 2020 se anunció una nueva tarjeta de pago para los adultos mayores. Esta tarjeta, denominada Bip! Adulto mayor, convive con la entregada por Metro de Santiago, salvo que se puede utilizar también en buses y tiene un costo de CL$350. Sin embargo, el usuario debe elegir cual de los dos beneficios utilizará.

## Cultura y arte

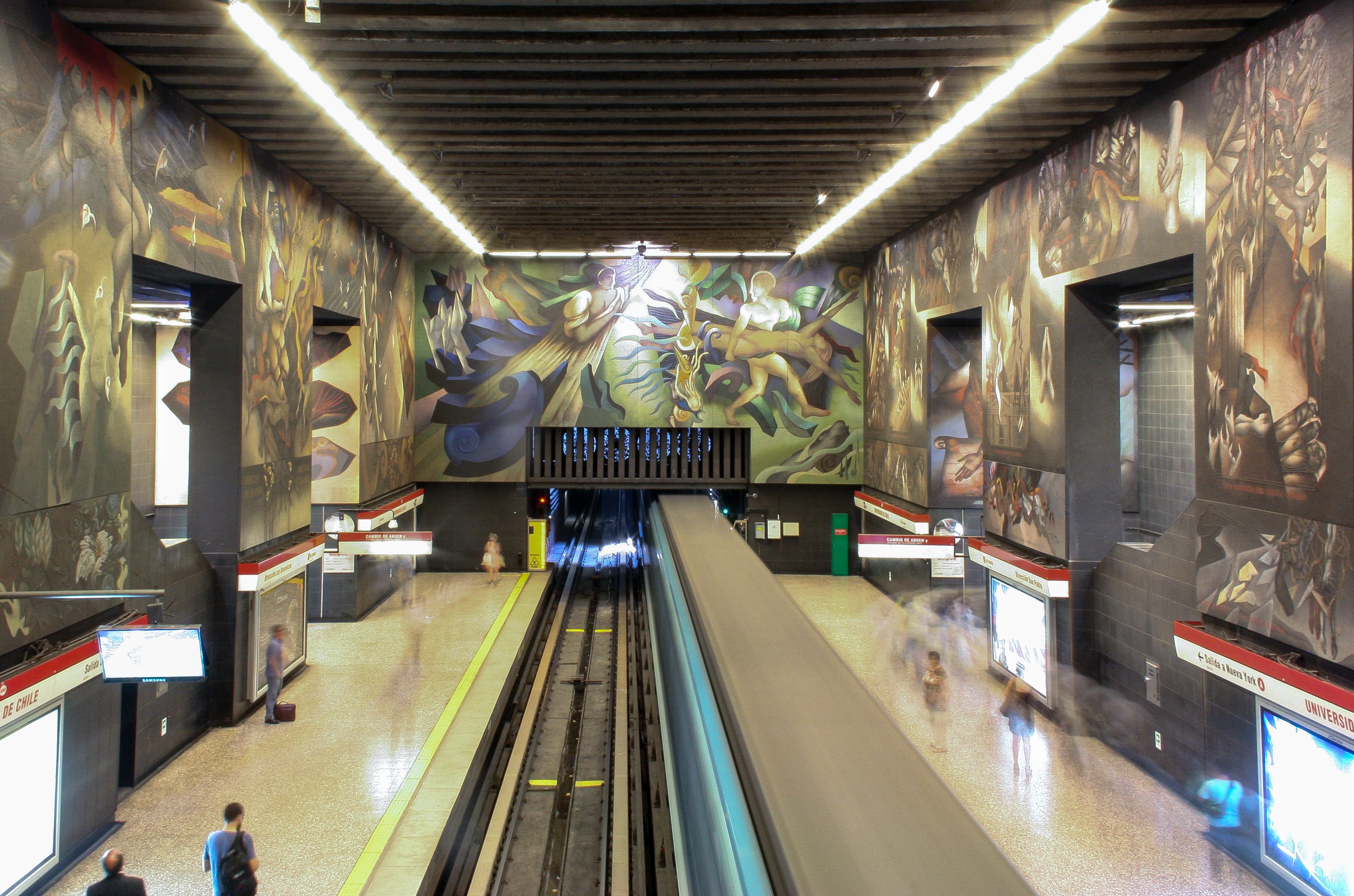
Vista de «Memoria visual de una nación», en estación Universidad de Chile

Junto a su desarrollo como medio de transporte, el Metro de Santiago ha tenido desde sus inicios un interés por la promoción de la cultura y el arte. En ello están enmarcadas las iniciativas de Bibliometro, la promoción de diversos eventos culturales a través de los paneles de MetroCultura colocados en la mayoría de las estaciones de la Red y otras actividades realizadas por la Fundación MetroArte. Para ello, el Metro cuenta con diversas locaciones como la Sala Pablo Neruda en la estación Quinta Normal, la Multisala Cultural en Baquedano y la galería de arte abierto en Puente Cal y Canto.
Algunas estaciones han incorporado a su estructura diversas obras de arte. La más importante es el mural más grande de América Latina, ubicado a lo largo de toda la zona de andenes de la estación Universidad de Chile: Memoria visual de una nación de Mario Toral. Compuesta por dos partes, Memoria visual de una nación comprende diversas imágenes que narran la historia de Chile. Otras obras se ubican en Santa Lucía, en donde fue instalada en 1996 la obra Azulejos para Santiago de Rogério Ribeiro; y La Moneda, cuyos andenes fueron completamente rediseñados en 2005 para albergar una serie de pinturas realistas con diversos paisajes del país, realizadas por el pintor nacional Guillermo Muñoz Vera. En la estación Quinta Normal fue instalado en 2008 la obra Verbo América de Roberto Matta, compuesto por 55 paletas de cerámica policromada con una extensión de 4,8×10,6 m.
Además, en diversas estaciones existen una serie de dioramas que muestran episodios de la historia de Chile; dichas obras son elaboradas por Luis Gutiérrez, conocido bajo el seudónimo de Zerreitug.
Metro de Santiago también ha mostrado interés en incentivar la cultura literaria chilena, por lo que en 2001 se sumó al proyecto Santiago en 100 palabras, en conjuntos con Plagio y Minera Escondida, que consiste en la creación de microcuentos que abordan la temática de la vida urbana contemporánea.

## Comercio

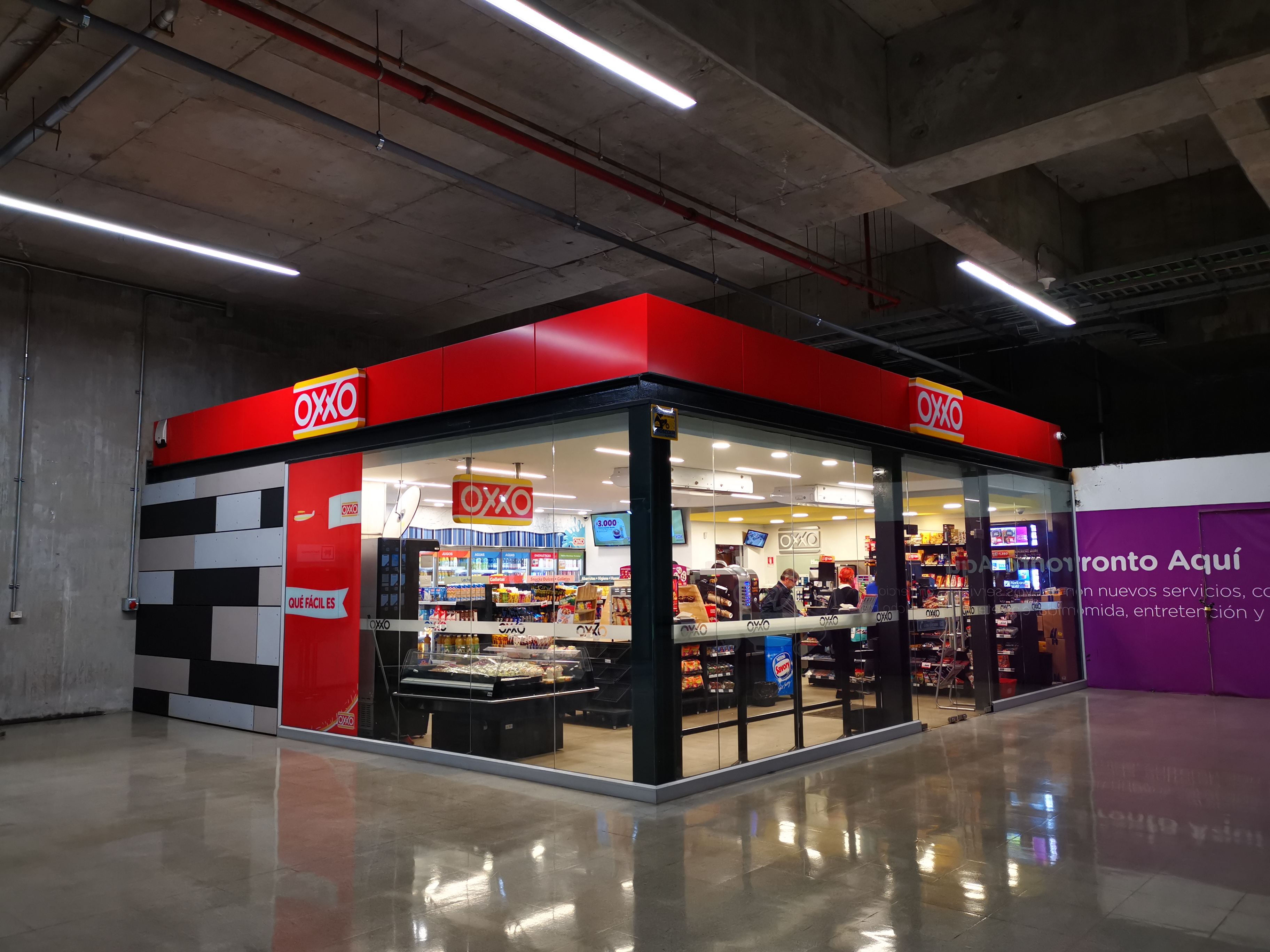
Tienda de conveniencia Oxxo en el interior de la estación Ñuñoa.

En mayo de 2024, la red del Metro de Santiago tenía en sus estaciones un total de 343 locales comerciales, distribuidos de la siguiente forma:
| Línea | Locales comerciales |
| ----- | ------------------- |
|       | 116                 |
|       | 37                  |
|       | 24                  |
|       | 48                  |
|       | 15                  |
|       | 58                  |
|       | 45                  |

Entre los locales comerciales se encuentran tiendas de conveniencia, farmacias, panaderías, alimentación al paso, comida rápida, cafés, así como también tiendas en general, servicios financieros y logísticos, entre otros. El 28 de octubre de 2018 fue inaugurado el «Bazar Metro» en la estación Plaza de Armas, siguiendo el estilo de otros ferrocarriles metropolitanos que cuentan con tiendas para comercializar suvenires y objetos con la marca; la tienda física fue posteriormente cerrada y hasta 2020 funcionó solamente como una tienda en línea; «Bazar Metro» fue relanzado el 28 de julio de 2025 mediante una máquina expendedora, una tienda en línea y dos tiendas itinerantes. En septiembre de 2019 se inauguró «Mercado a un Metro», espacio destinado para emprendedores y pequeñas y medianas empresas (pymes) a fin de poder comercializar sus productos mediante pequeños stands ubicados al interior de las estaciones; el primero de estos espacios fue habilitado en la estación Universidad de Chile de la Línea 3.

## Incidentes y accidentes
El Metro de Santiago no ha estado exento de accidentes, aun cuando la cantidad de estos ha sido baja:

### Década de 2000
- El 21 de junio de 2002 ocurrió un descarrilamiento en Las Rejas, obstaculizando las vías, sin registrarse heridos.[128]
- El 10 de febrero de 2008 ocurrió un descarrilamiento en la vía de intercambio entre Los Héroes y Santa Ana, lo que interrumpió el servicio de la Línea 2.[129]
- El 4 de agosto de 2008 un tren colisionó con otro que se encontraba abordando pasajeros en la estación Príncipe de Gales de la Línea 4, dejando cuatro personas heridas.[130]
- El 3 de septiembre de 2009 se descarriló un tren que iba saliendo de los talleres de Neptuno, que interrumpió el funcionamiento normal de la Línea 1.[131]

### Década de 2010
- El 8 de febrero de 2012 un tren traspasó los muros de los talleres de Lo Ovalle, impactando a un condominio y destruyendo varios vehículos.[129]
- El 28 de octubre de 2019 un tren de la Línea 2, entre las estaciones Cerro Blanco y Cementerios, sufrió una falla eléctrica provocando explosiones por arco eléctrico en medio del túnel, emanación de humo, pérdida de la iluminación en los vagones e inquietud generalizada en los pasajeros. El incidente ocurrió alrededor de las 13:00, provocando una evacuación masiva. Línea 2 solo estuvo disponible entre La Cisterna y Cerro Blanco; el servicio se normalizó a las 15:22.[132]
- El 11 de diciembre de 2019 un tren que iba a servicio de pasajeros descarriló en las cercanías de la estación Ñuble, y provocó que el funcionamiento de la Línea 5 se viera afectado entre las estaciones Parque Bustamante y Vicente Valdés.[133]

### Década de 2020
- El 17 de mayo de 2022 un tren de la Línea 1 que se encontraba en la estación Las Rejas sufrió una explosión por arco eléctrico de su banco de baterías y emanación de humo debido a una falla técnica. El incidente ocurrió alrededor de las 7:45 —horario punta del servicio— provocando una evacuación masiva y dos personas heridas por caídas. Las estaciones entre San Pablo y Universidad de Santiago quedaron fuera de servicio hasta las 15:45, generando congestión vial en la superficie.[134][135]
- El 16 de agosto de 2022 un tren de la Línea 2 sufrió un descarrilamiento en la madrugada —fuera del horario de servicio—, durante el proceso de estacionamiento en la estación Einstein, bloqueando y generando daños en ambas vías, suspendiendo el servicio de trenes entre Vespucio Norte y Cementerios durante toda la jornada del martes 16 y hasta las 17:30 —antes del horario punta vespertino— del miércoles 17, provocando caos vial en la superficie.[136][137]
- El 27 de agosto de 2022 un problema de energización en la Línea 2 obligó a su cierre total desde las 18:30. Lo anterior provocó la evacuación masiva de los pasajeros generando atochamientos. Según los usuarios, hubo pérdida de iluminación e inquietud generalizada, intensificada por «retrasos y descoordinación en las evacuaciones»; en superficie se reforzó el servicio de buses.[138] El servicio en esta línea se reanudó el día siguiente.[139]
- El 7 de febrero de 2024, alrededor de las 20:00, un tren de Línea 1 descarriló entre las estaciones Neptuno y San Pablo. Lo anterior provocó la suspensión parcial del servicio de la línea, la cual quedó disponible solamente entre Los Dominicos y Pajaritos.[140]
- El 9 de enero de 2025, un tren de la Línea 2 descarriló antes del inicio del servicio, en la estación Lo Ovalle, suspendiendo, así, el servicio de trenes en siete estaciones: entre El Llano y El Parrón durante gran parte de la jornada, y generando caos vial en la superficie. El servicio de la línea se repuso antes de las 19:00 horas —en la hora punta—. En superficie, se reforzó el tramo afectado con servicio de buses.[141]